# 인주대로
인주대로(仁州大路)는 인천광역시 미추홀구 숭의동 능안삼거리와 남동구 운연동 치야고개삼거리까지를 잇는 인천광역시의 도로이다. 과거 이름은 인주로이다.
인주대로는 인천광역시를 횡단하며 도로로 10km 이상의 연장을 가진 만큼 많은 도로와 교차를 가지며 매우 많은 가지번호 도로를 가진 도로이다.

## 특징
인주대로와 남동대교와 만나는 길병원, 인천지방국세청 인근의 길병원사거리에는 자동차 브랜드 전시매장 거리가 대부분 들어서 있다.
인천대공원, 장수동을 지나가 치야고개삼거리의 수인로와 교차되기 전까지의 가로수길이 늘어져서 보이게 된다. 매우 긴 연장인 만큼 인천광역시 남동구의 대부분의 주요 시설건물들과 기관 건물들이 배치된 것이 특징이다.

## 연혁
- 2009년 7월 13일 : 2개 이상 군·구에 걸쳐 있는 도로로 인주대로를 고시[1]

## 주요 경유지
인천광역시
- 미추홀구 (용현동 · 주안동) - 남동구 (구월동 · 만수동 · 서창동)

## 노선
인주대로의 전체 구간이 인천 광역시도(廣域市道) 제 18호선이다.
| 이름                | 접속 노선                                                                           | 소재지     | 소재지   | 비고 |
| ------------------- | ----------------------------------------------------------------------------------- | ---------- | -------- | ---- |
| 능안삼거리 (숭의역) | 국도 제77호선 국가지원지방도 제84호선 국가지원지방도 제98호선 (아암대로) (제물량로) | 인천광역시 | 미추홀구 |      |
| 남부역삼거리        | 석정로                                                                              | 인천광역시 | 미추홀구 |      |
| (숭의동)            | 장천로                                                                              | 인천광역시 | 미추홀구 |      |
| 용현사거리          | 독배로                                                                              | 인천광역시 | 미추홀구 |      |
| 독정이삼거리        | 독정이로                                                                            | 인천광역시 | 미추홀구 |      |
| 용현지하차도        | 경인남길 경인북길                                                                   | 인천광역시 | 미추홀구 |      |
| 용일사거리          | 한나루로                                                                            | 인천광역시 | 미추홀구 |      |
| 신기사거리          | 미추홀대로                                                                          | 인천광역시 | 미추홀구 |      |
| 승기사거리          | 경원대로                                                                            | 인천광역시 | 미추홀구 |      |
| 올림픽공원사거리    | 문화로                                                                              | 인천광역시 | 남동구   |      |
| 문예회관사거리      | 예술로                                                                              | 인천광역시 | 남동구   |      |
| 시청입구사거리      | 미래로                                                                              | 인천광역시 | 남동구   |      |
| 길병원사거리        | 남동대로                                                                            | 인천광역시 | 남동구   |      |
| 작은구월사거리      | 호구포로                                                                            | 인천광역시 | 남동구   |      |
| 남동구청사거리      | 소래로                                                                              | 인천광역시 | 남동구   |      |
| 독곡사거리          | 담방로                                                                              | 인천광역시 | 남동구   |      |
| 장승백이사거리      | 무네미로                                                                            | 인천광역시 | 남동구   |      |
| 만수주공사거리      | 하촌로                                                                              | 인천광역시 | 남동구   |      |
| 장수2교             |                                                                                     | 인천광역시 | 남동구   |      |
| 장수2교 동단        | 장아산로                                                                            | 인천광역시 | 남동구   |      |
| 치야고개삼거리      | 국도 제42호선 (수인로)                                                              | 인천광역시 | 남동구   |      |

## 주요 건물 및 시설
- 숭의역 (인천광역시 미추홀구 인주대로 지하6)
- 인천택시 (인천광역시 미추홀구 인주대로 101)
- 용현3동행정복지센터 (인천광역시 미추홀구 인주대로 133)
- 인천보훈병원 (인천광역시 미추홀구 인주대로 138)
- 용현1,4동행정복지센터 (인천광역시 미추홀구 인주대로 198)
- 인천용일초등학교 (인천광역시 미추홀구 인주대로 244)
- 인천볼링센터 (인천광역시 미추홀구 인주대로 287)
- 국민건강보험공단 인천남부지사 (인천광역시 미추홀구 인주대로 368)
- 소상공인시장진흥공단 인천남부센터 (인천광역시 미추홀구 인주대로 416)
- 바로병원 (인천광역시 미추홀구 인주대로 458)
- 인천구월동우체국 (인천광역시 남동구 인주대로 554)
- 중부지방국세청 인천별관, 한국씨티은행 경인영업부 (인천광역시 남동구 인주대로 585)
- 중앙직업전문학교 (인천광역시 남동구 인주대로 596)
- 삼성생명 인천지점 (인천광역시 남동구 인주대로 611)
- 르노코리아 서비스지정코너 구월점 (인천광역시 남동구 인주대로 690)
- 인천남동소방서 (인천광역시 남동구 인주대로 714)
- 인천아동청소년가족상담센터 (인천광역시 남동구 인주대로 741)
- 인천남동구정신건강복지센터 (인천광역시 남동구 인주대로 819)
- 만수1동행정복지센터 (인천광역시 남동구 인주대로 851)
- 한전KDN 인천지사 (인천광역시 남동구 인주대로 885)
- 르노코리아 서비스코너 만수점 (인천광역시 남동구 인주대로 886)
- 남동구청역 (인천광역시 남동구 인주대로 지하889)
- 남동장애인종합복지관 (인천광역시 남동구 인주대로 898)
- 만성중학교 (인천광역시 남동구 인주대로 899)
- 인천만수1동우체국 (인천광역시 남동구 인주대로 907)
- 인천광역시동부교육지원청 (인천광역시 남동구 인주대로 923)

## 사진

### 주요 건물

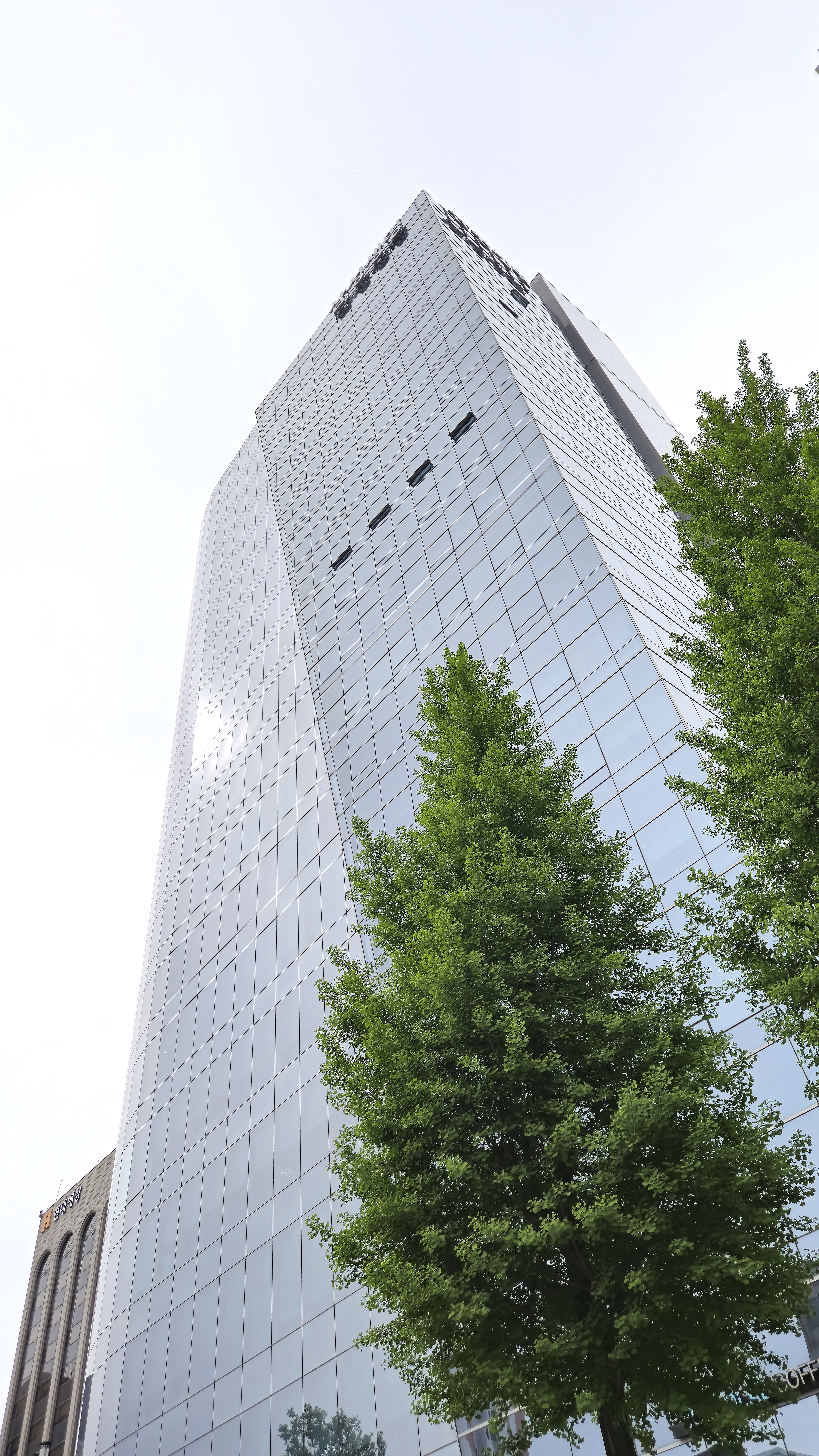
삼성생명(인주대로 611)
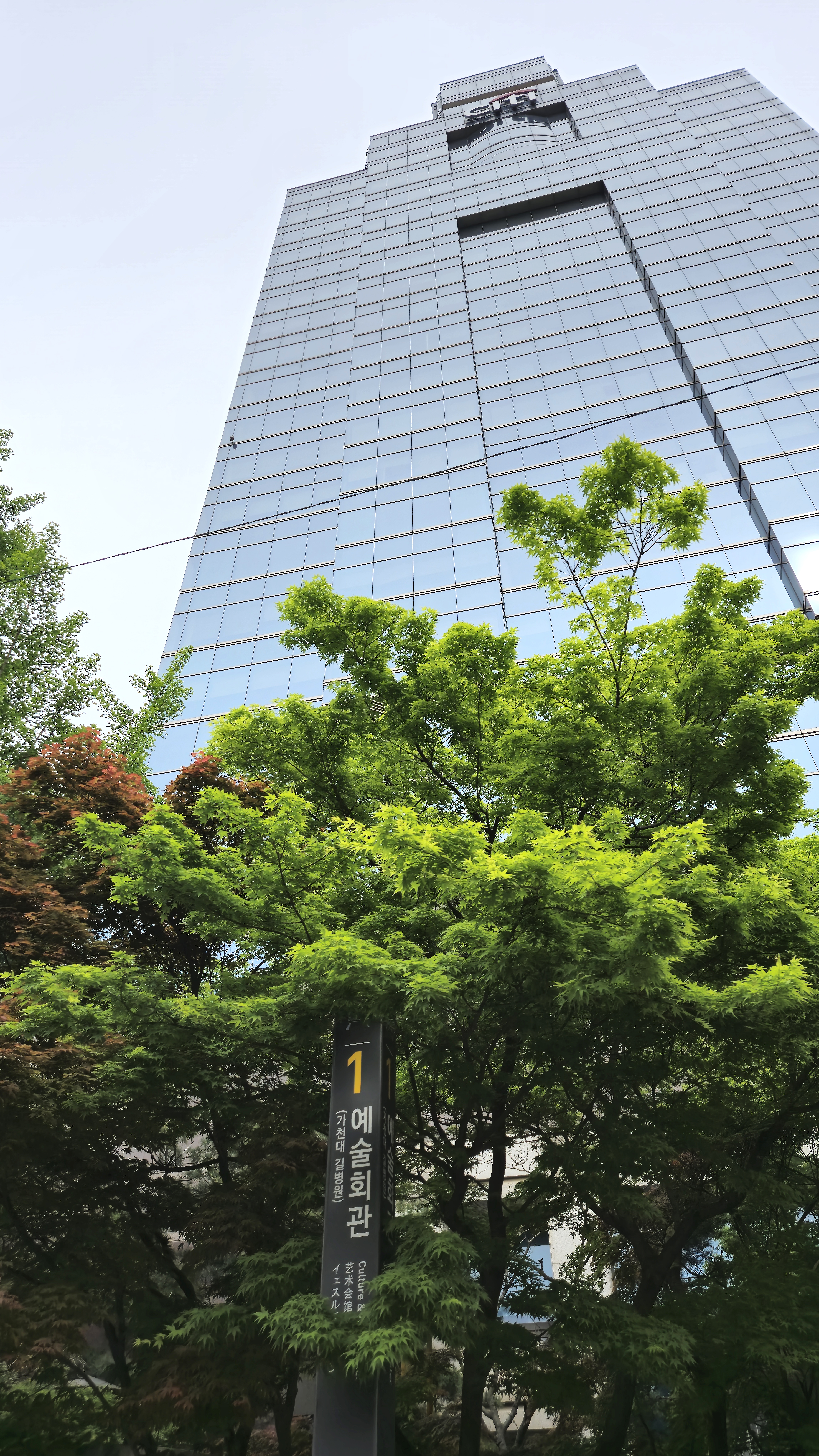
씨티은행빌딩(인주대로 585)
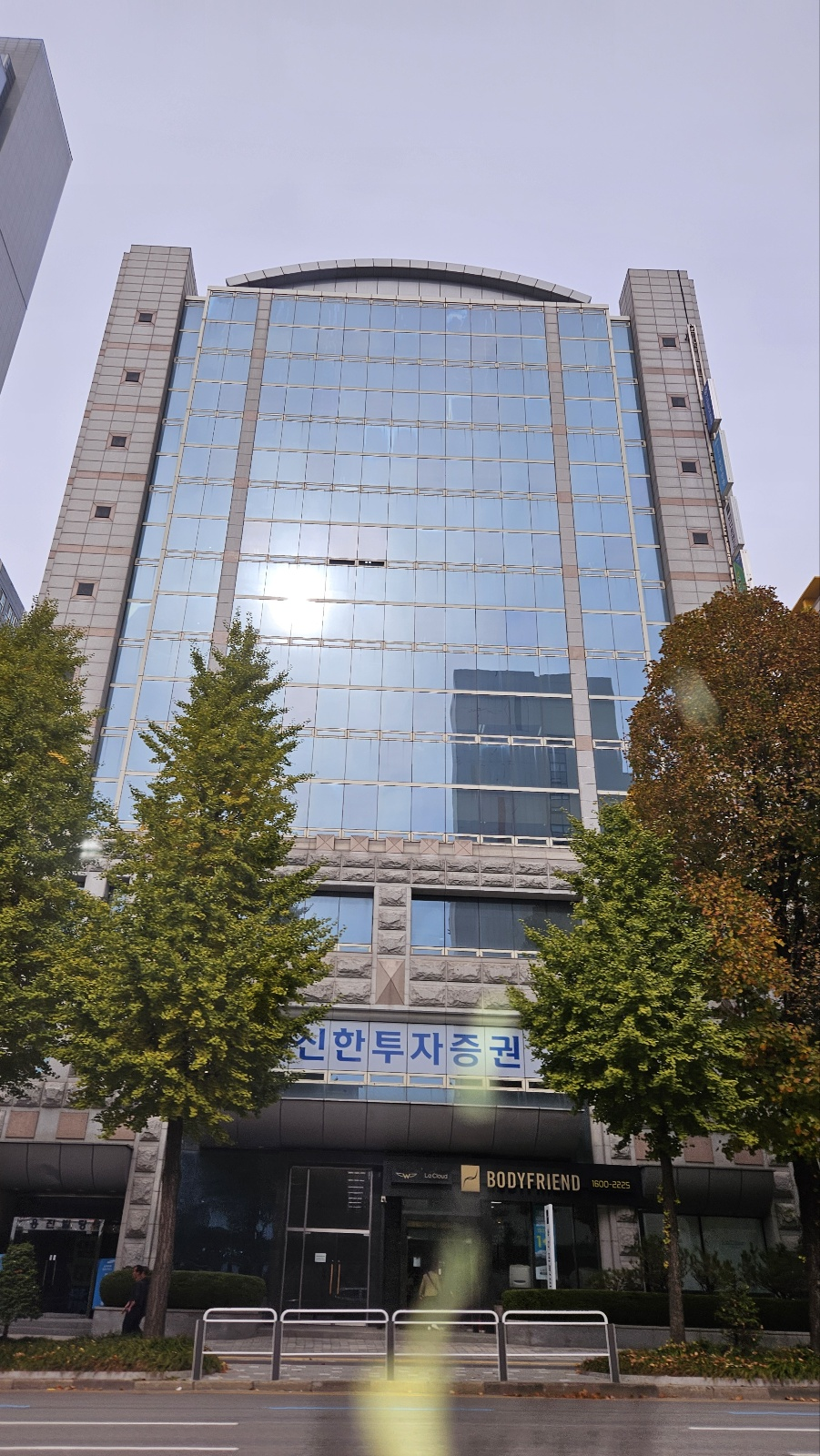
신한투자증권(구월사옥), 바디프랜즈(구월점)
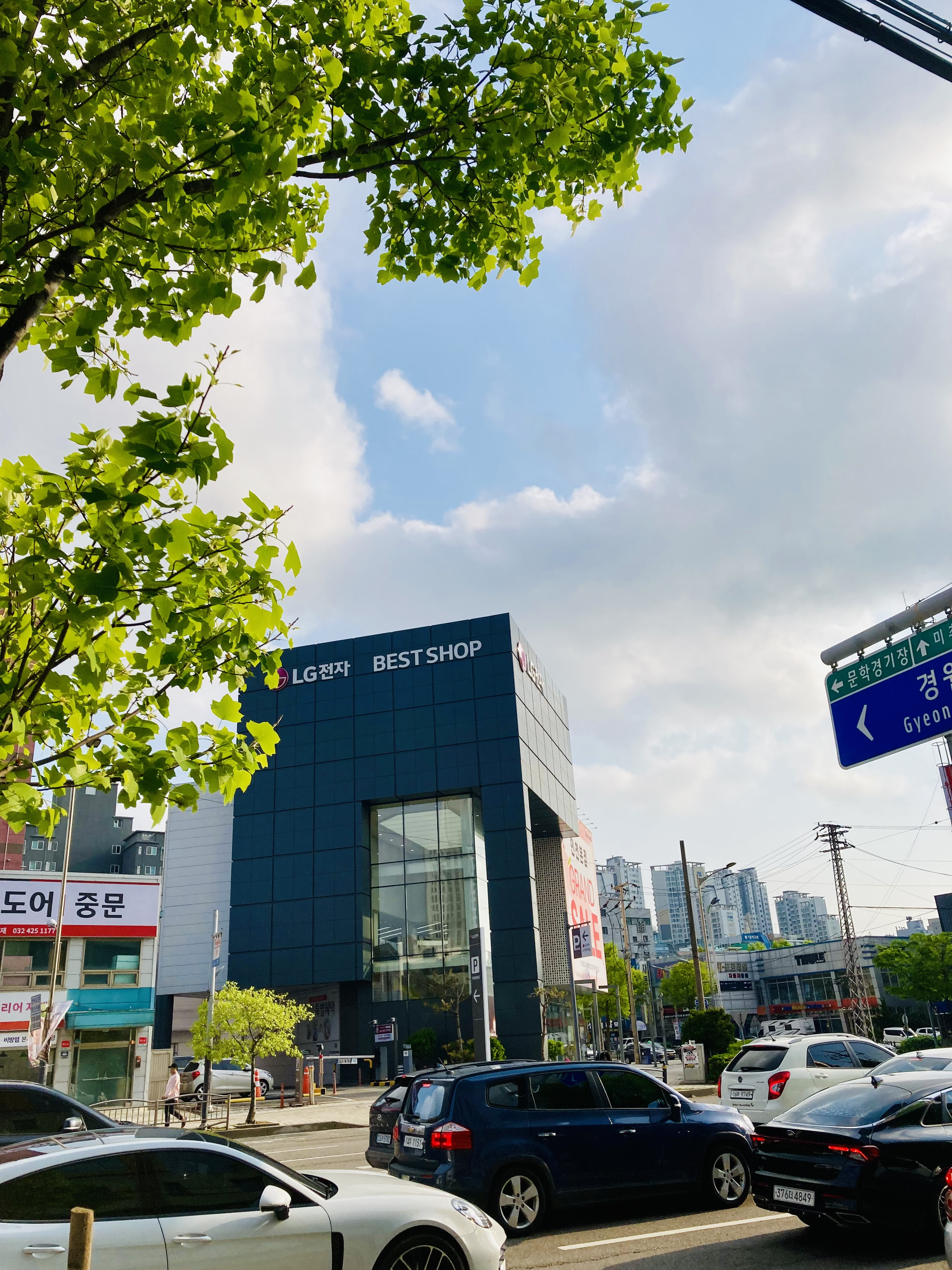
LG전자베스트샵 인천본점(인주대로 482)
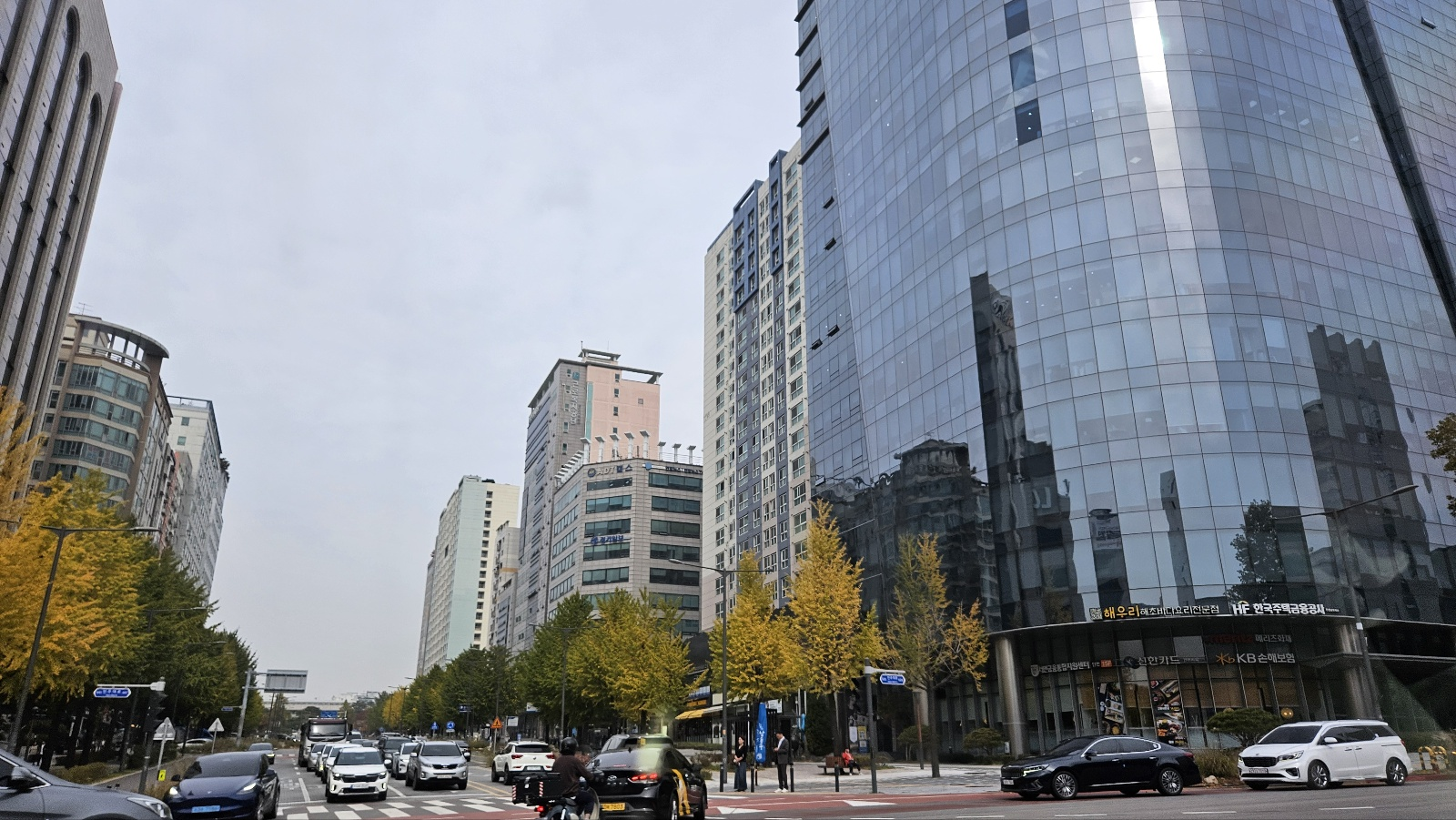
삼성생명 구월동 인천사옥
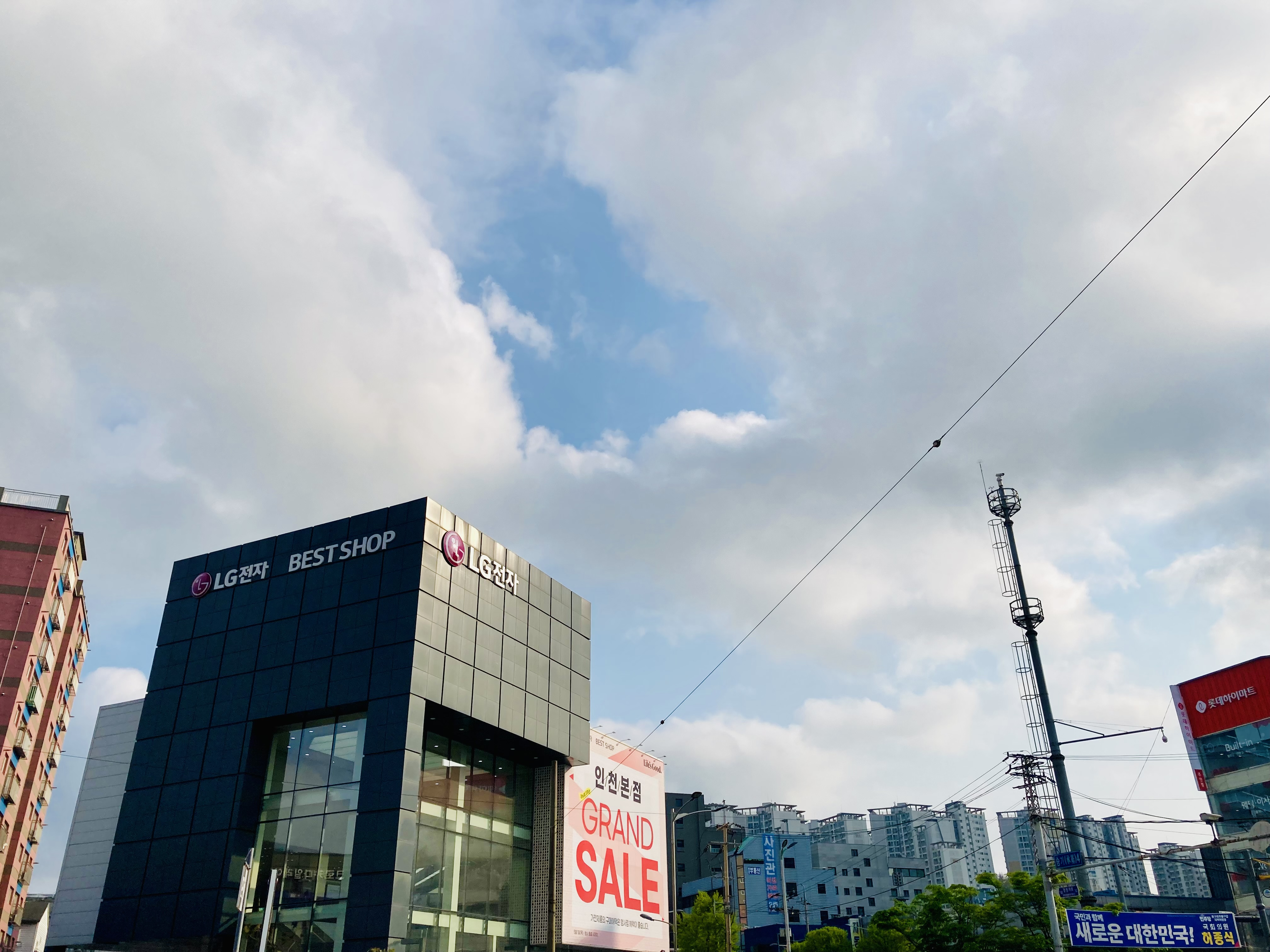
LG전자베스트샵 인천본점(인주대로 482)

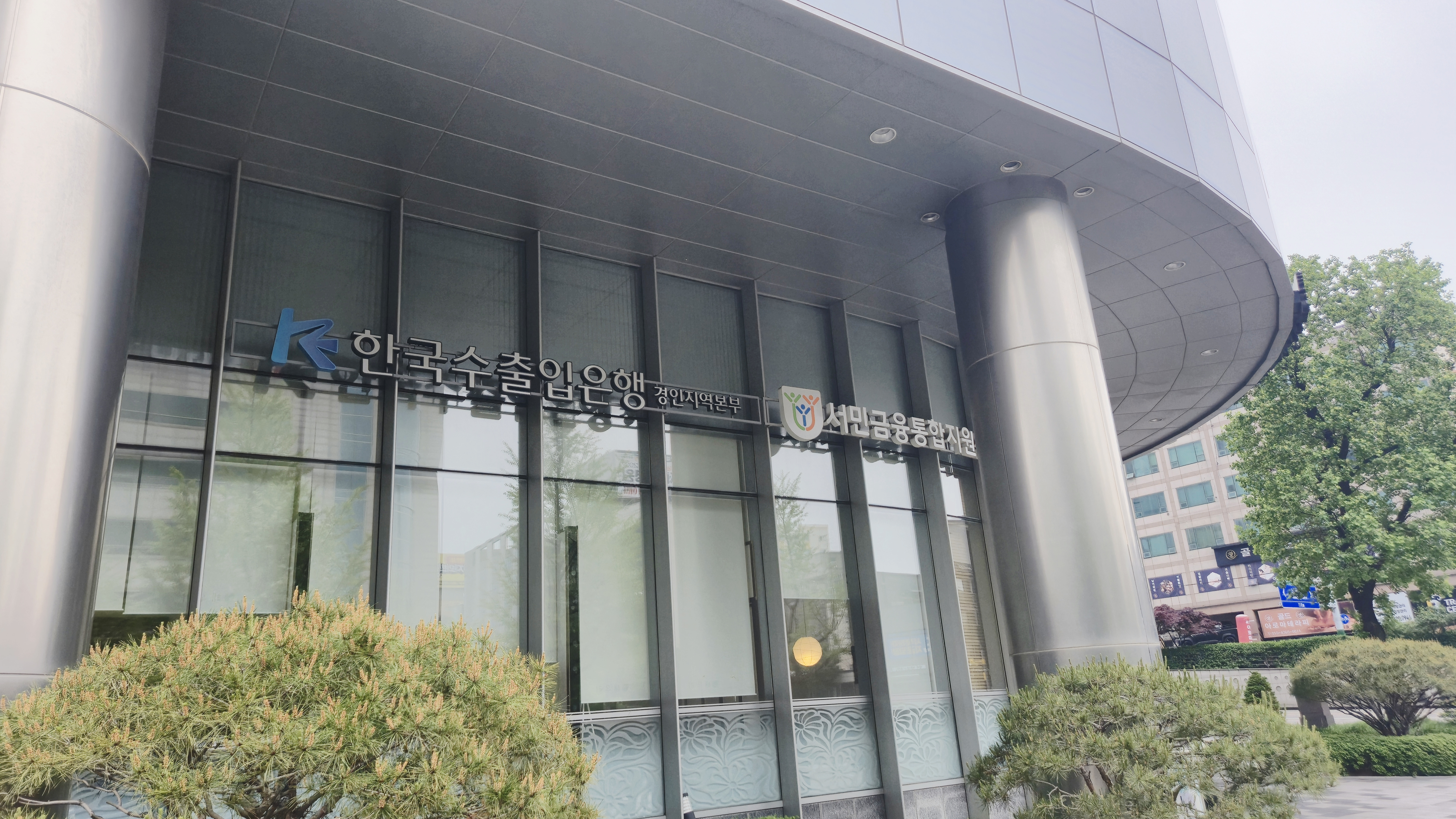
한국수출입은행경인본부
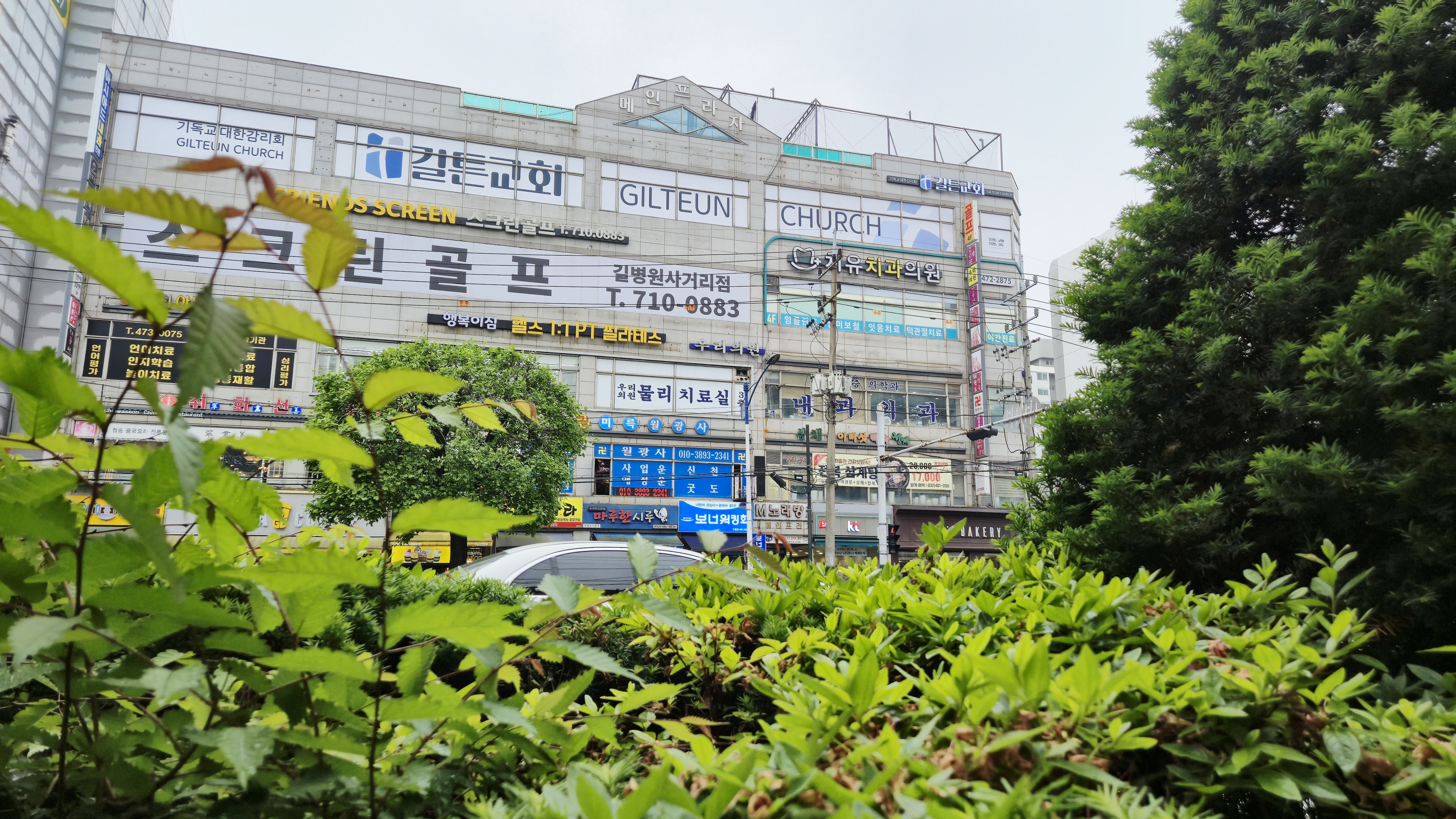
메인프라자2차

### 자동차 전시장 거리
2000년 초반, 인주대로와 남동대로의 구월동 인근의 부지를 통해 전시장과 정비소 등 매장이 진입되게 되었다. 길병원의 병원의 확장과 동시에 현재의 길병원사거리 인근에 자동차 매장이 진출이 많이 되었다.
논현동과 간석동 개발, 구월동, 만수동의 교통 개선 등 위 지역의 자가용 수요가 높아지다 보니 초기에는 국내 브랜드 전시장들(쌍용도 있었지만 현재는 만수동 남동관문교의 KGM영업점만 존재)이 2010년 이후 수입차 브랜드의 국내 진출이 많아지면서 인주대로 인근 대거 진입하게 되었다.
인주대로의 역사성과 서비스센터 및 정비사업소 등이 배치되면서 출퇴근 트래픽이 가장 많은 주요도로(남동대로, 백범로와 함께 남동구에서 많은 트래픽이 발생)에 자연스럽게 자리 잡게 되었다.
남동대로와 인주대로의 교차구간에 배치되었지만 대부분의 모든 매장이 인주대로에 집중되어 있어 도로를 지나가는 과정에서 대부분의 매장을 쇼윈도우로 보는 전시장거리가 된 느낌이 되었다.

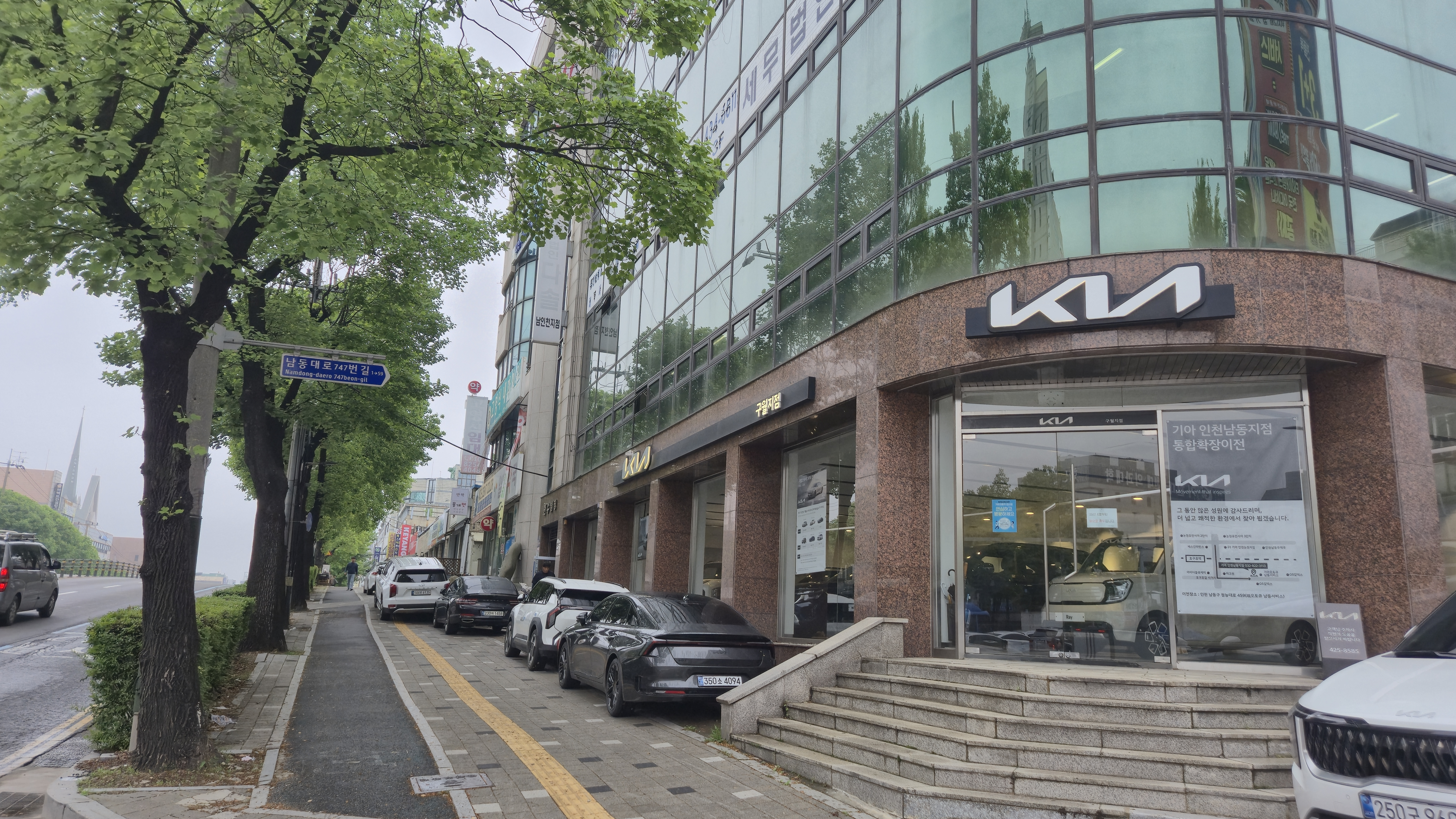
기아자동차(청능대로 이전 예정)
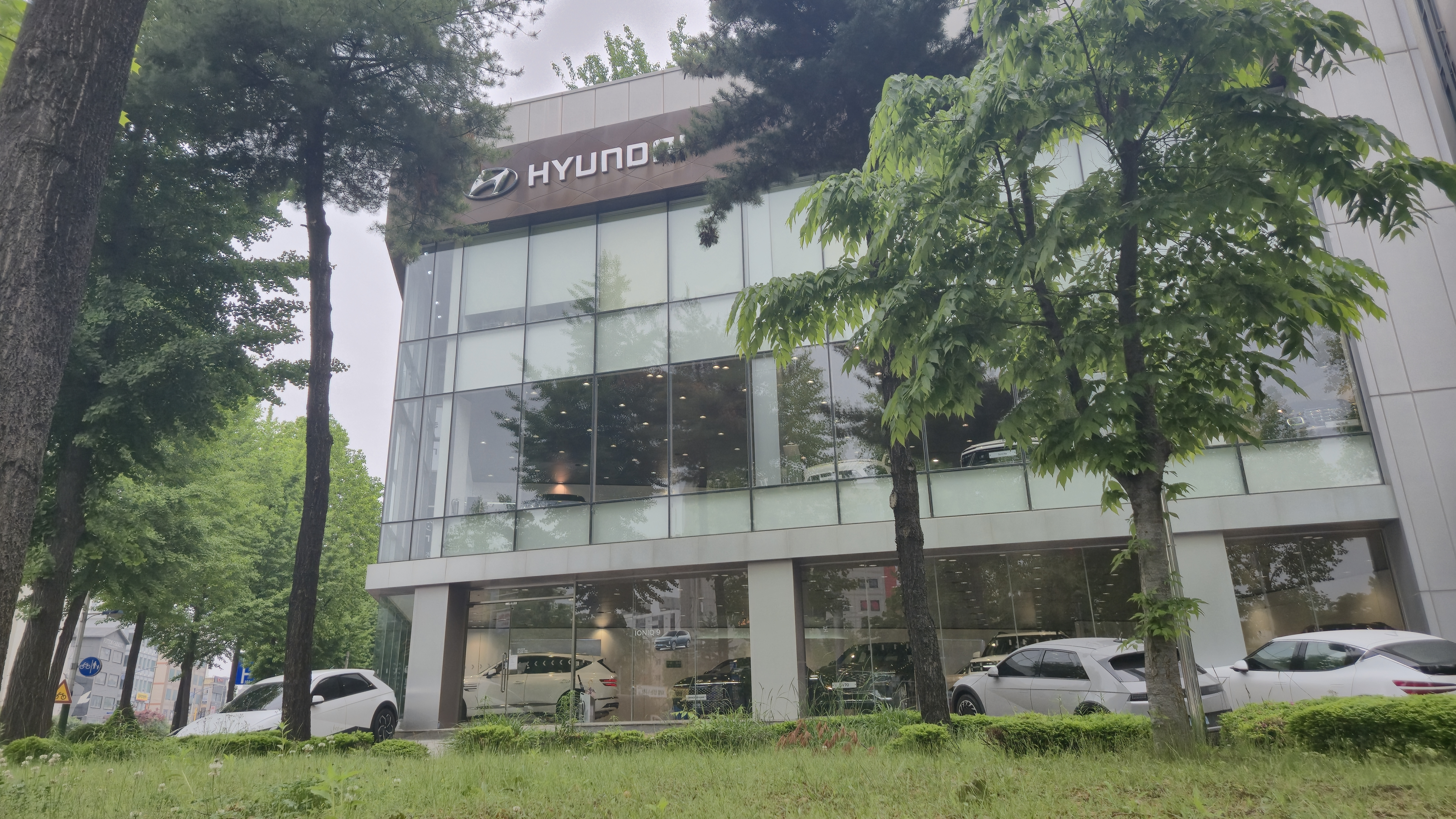
현대자동차
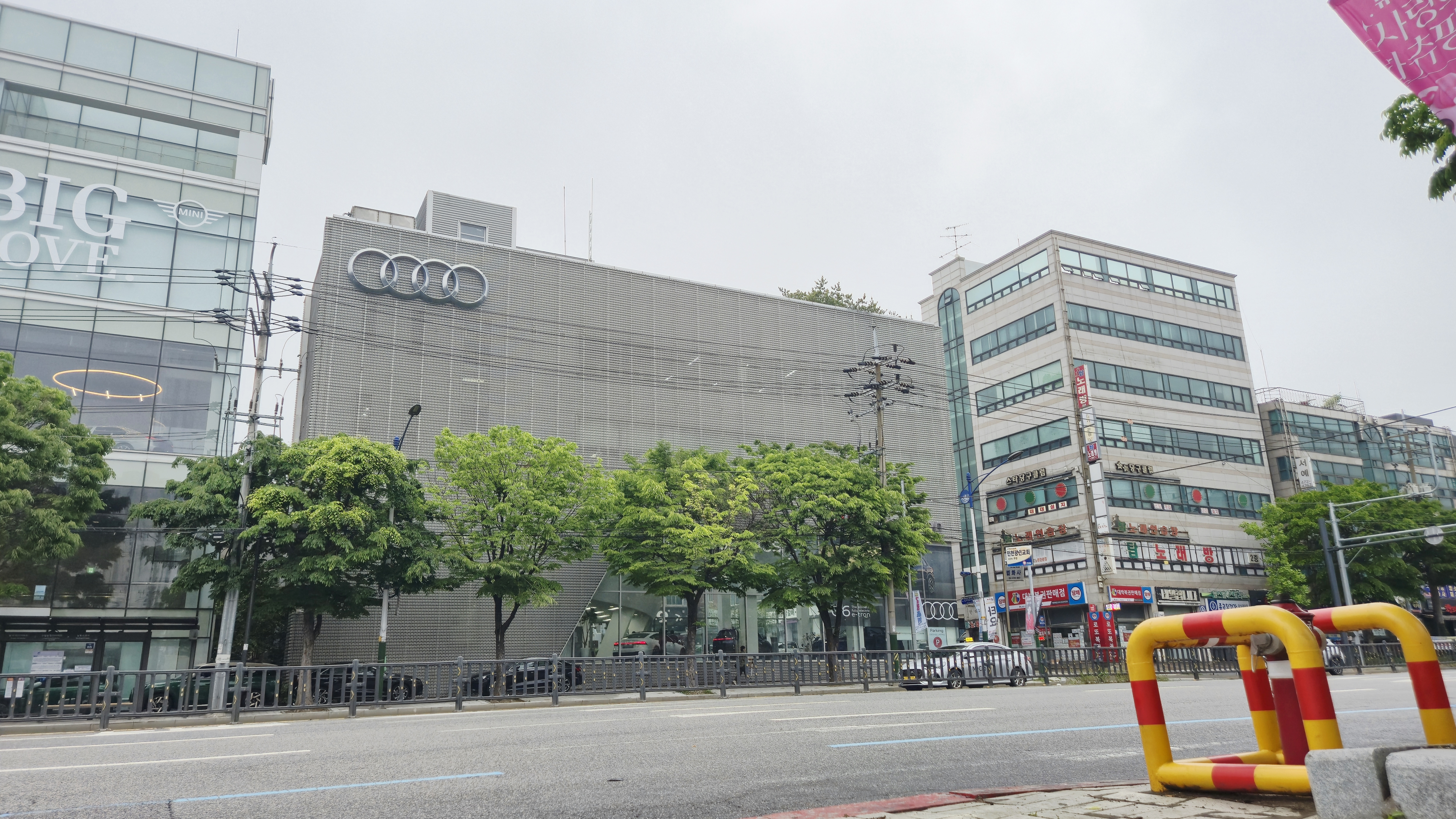
아우디(인천점)
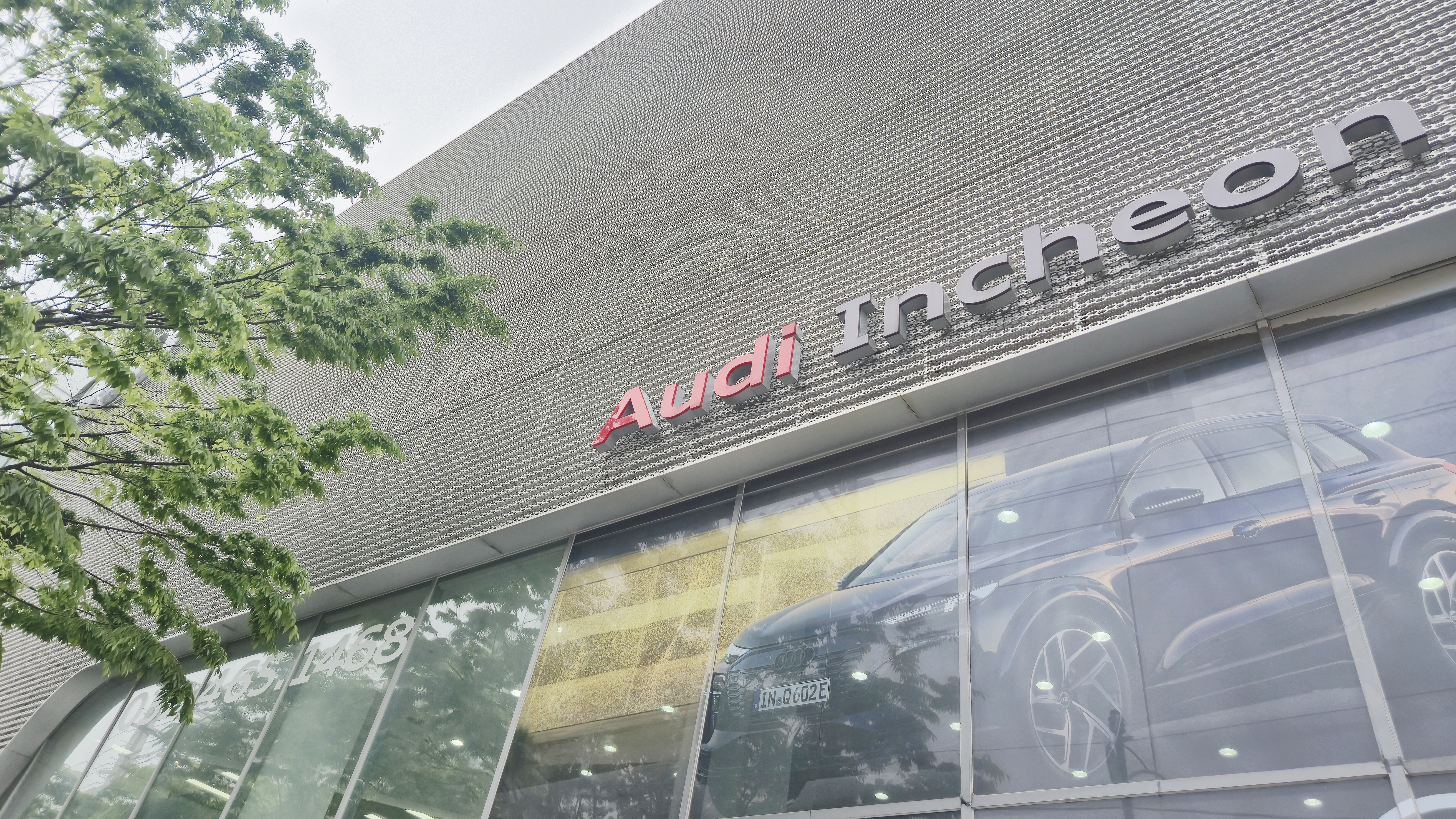
아우디
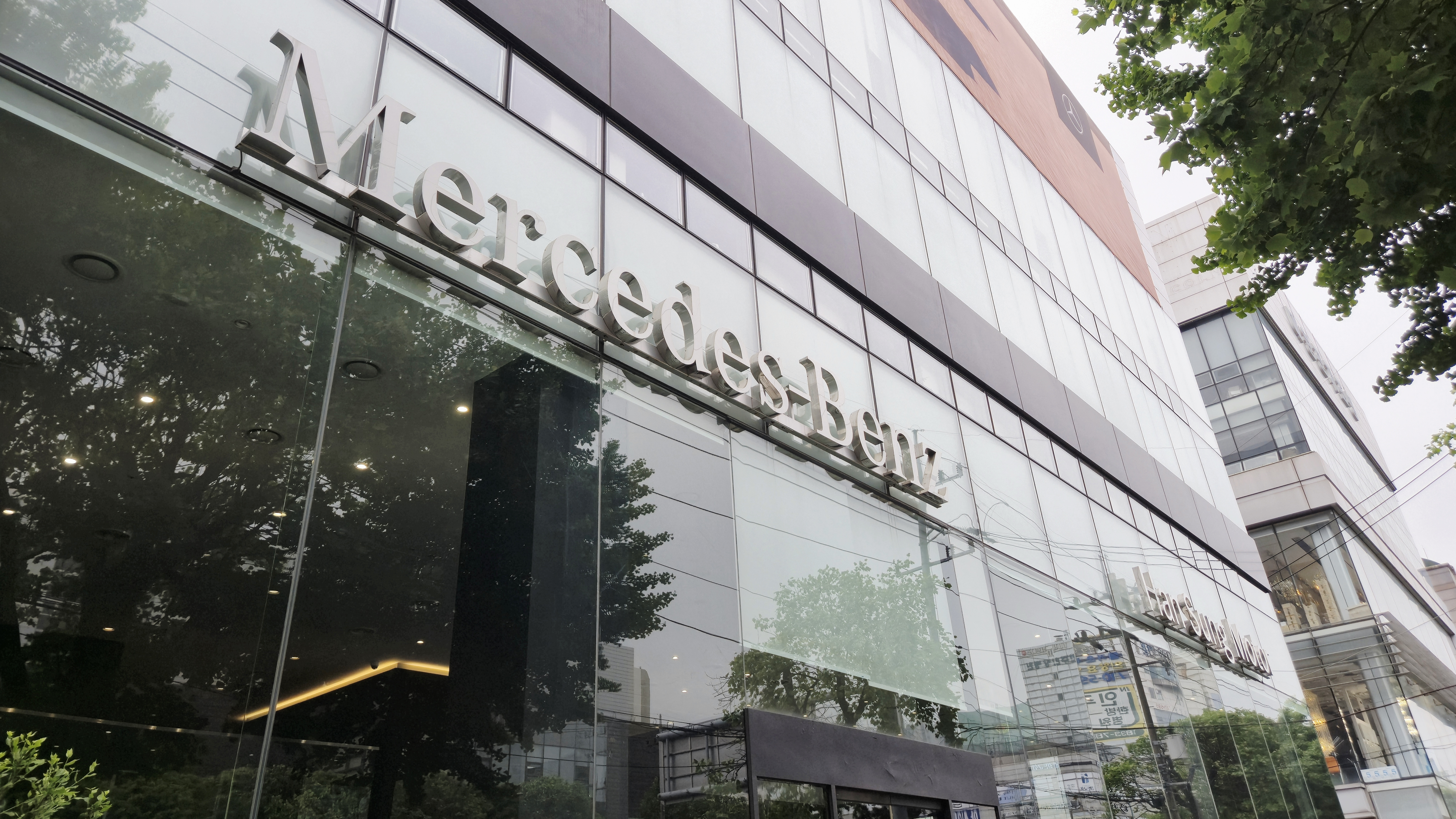
메르세데스벤츠
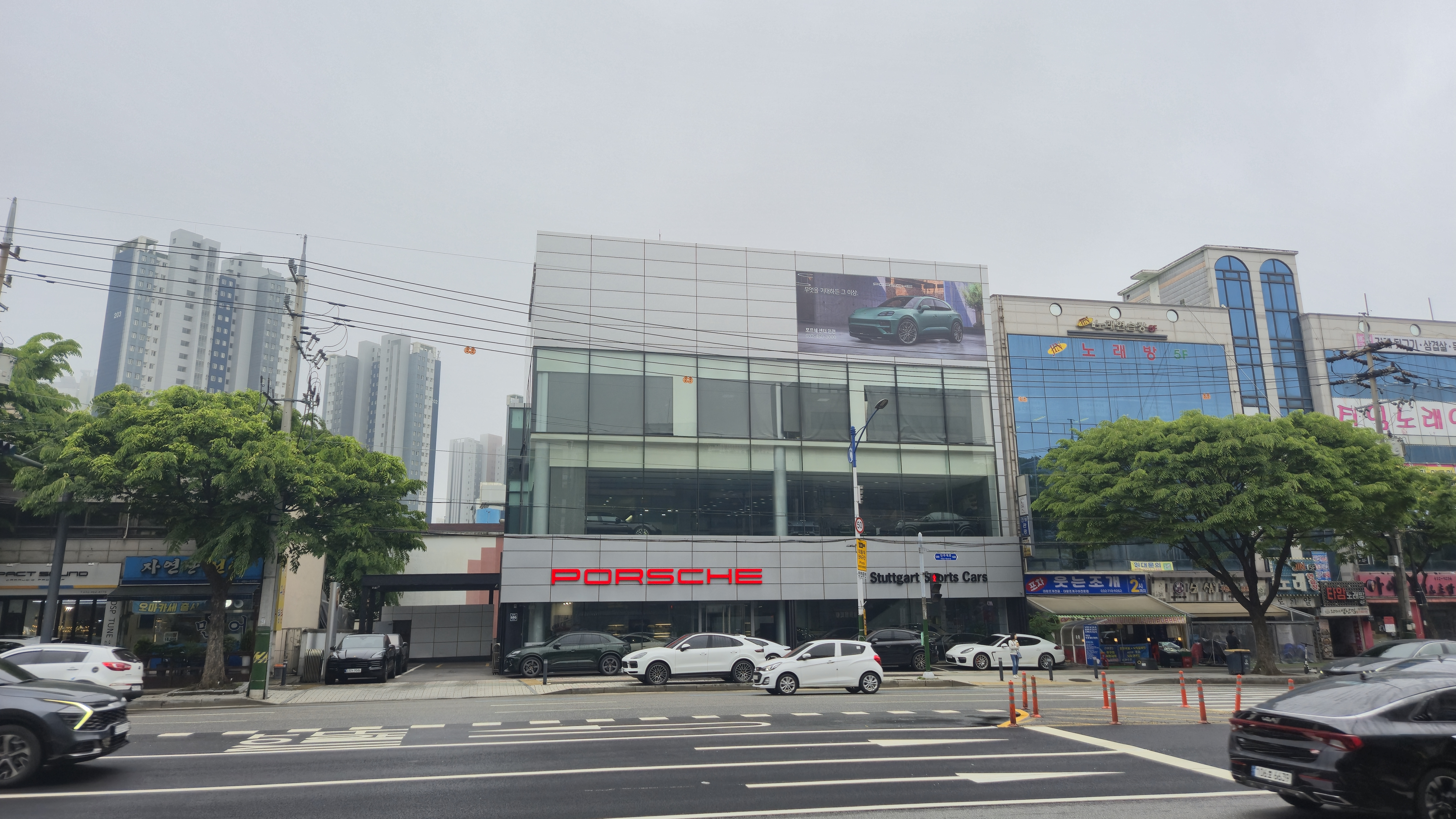
포르쉐
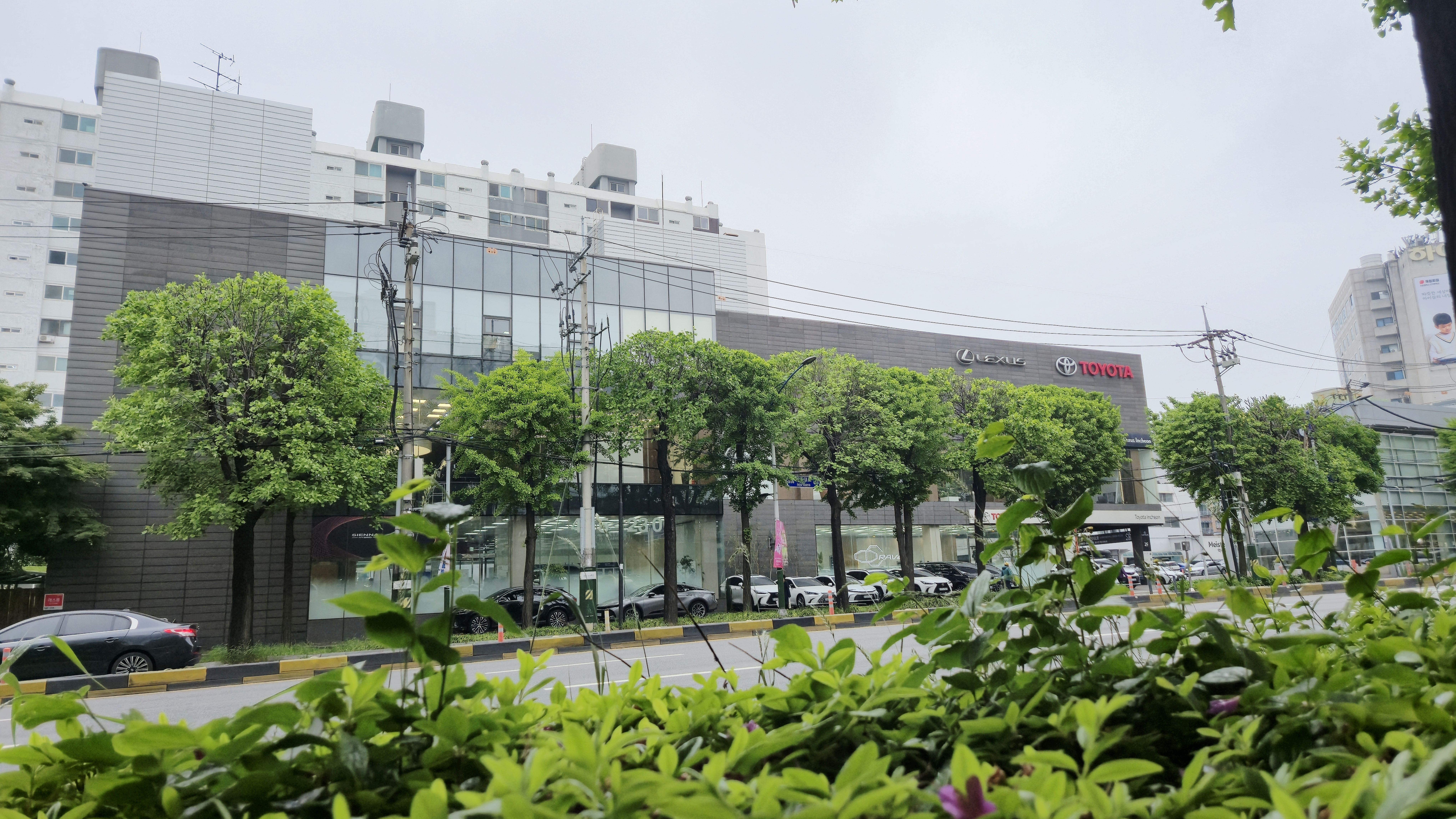
렉서스
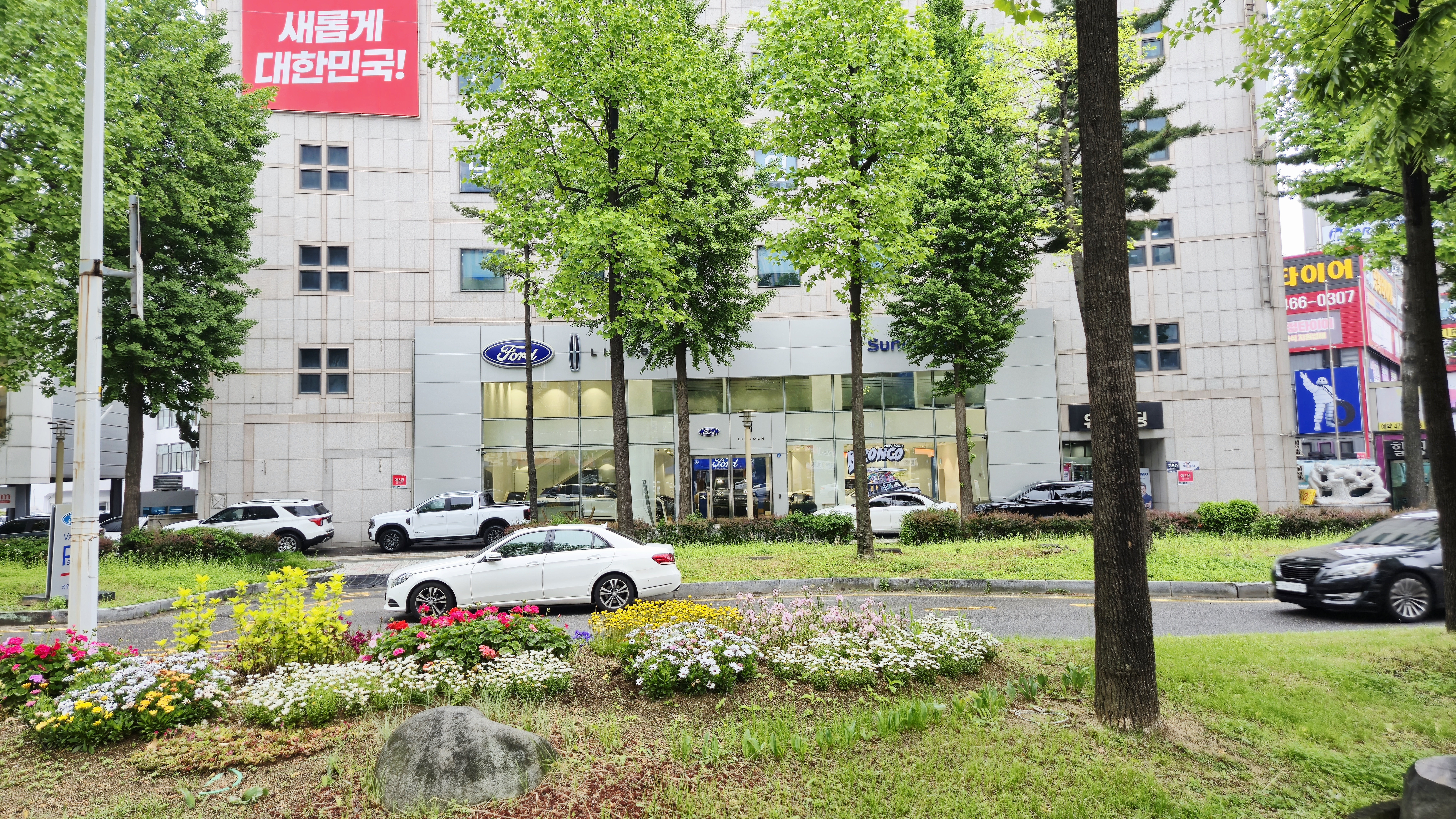
포드링컨

### 도로 및 시설물

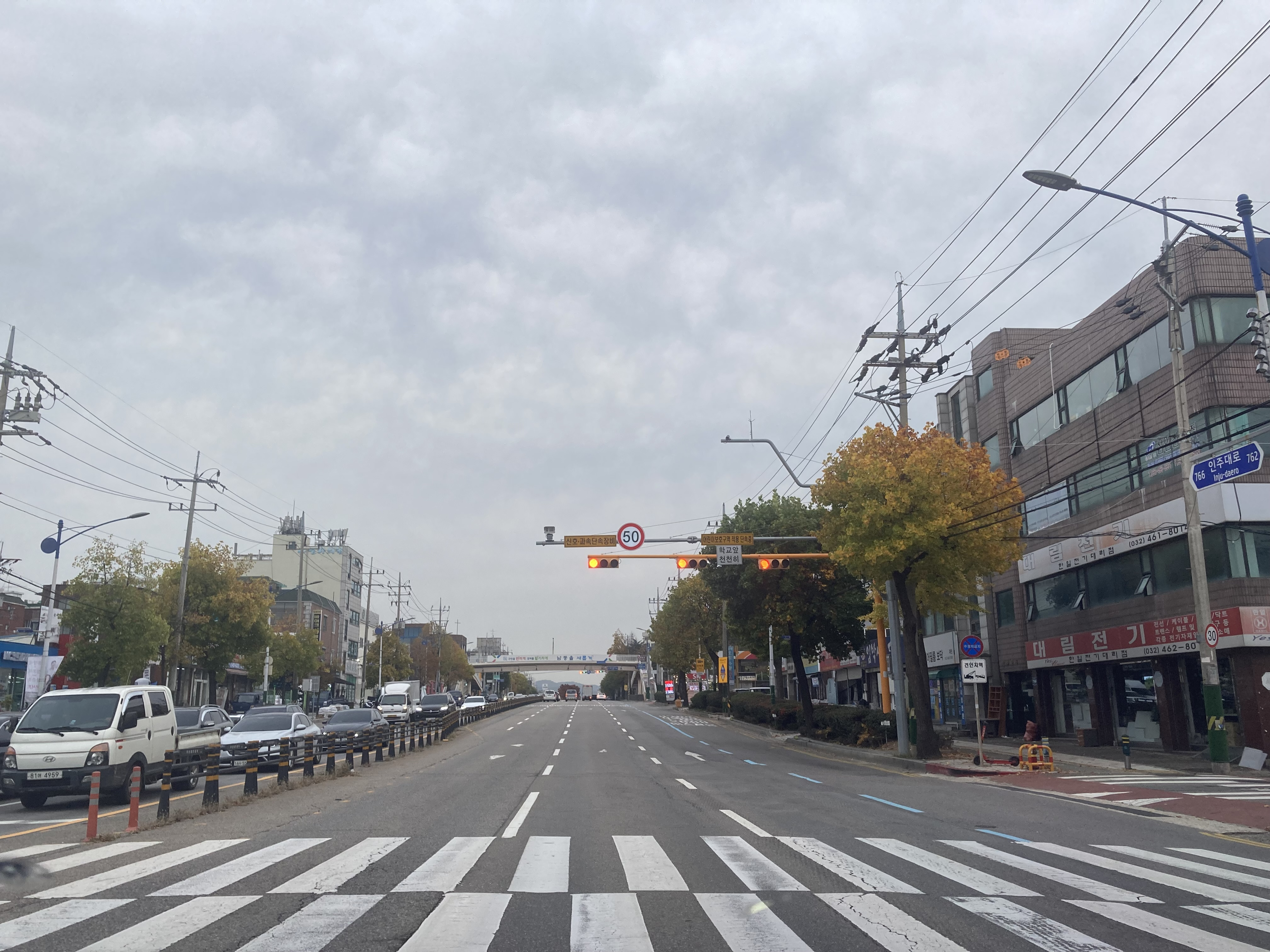
인천시청 방향
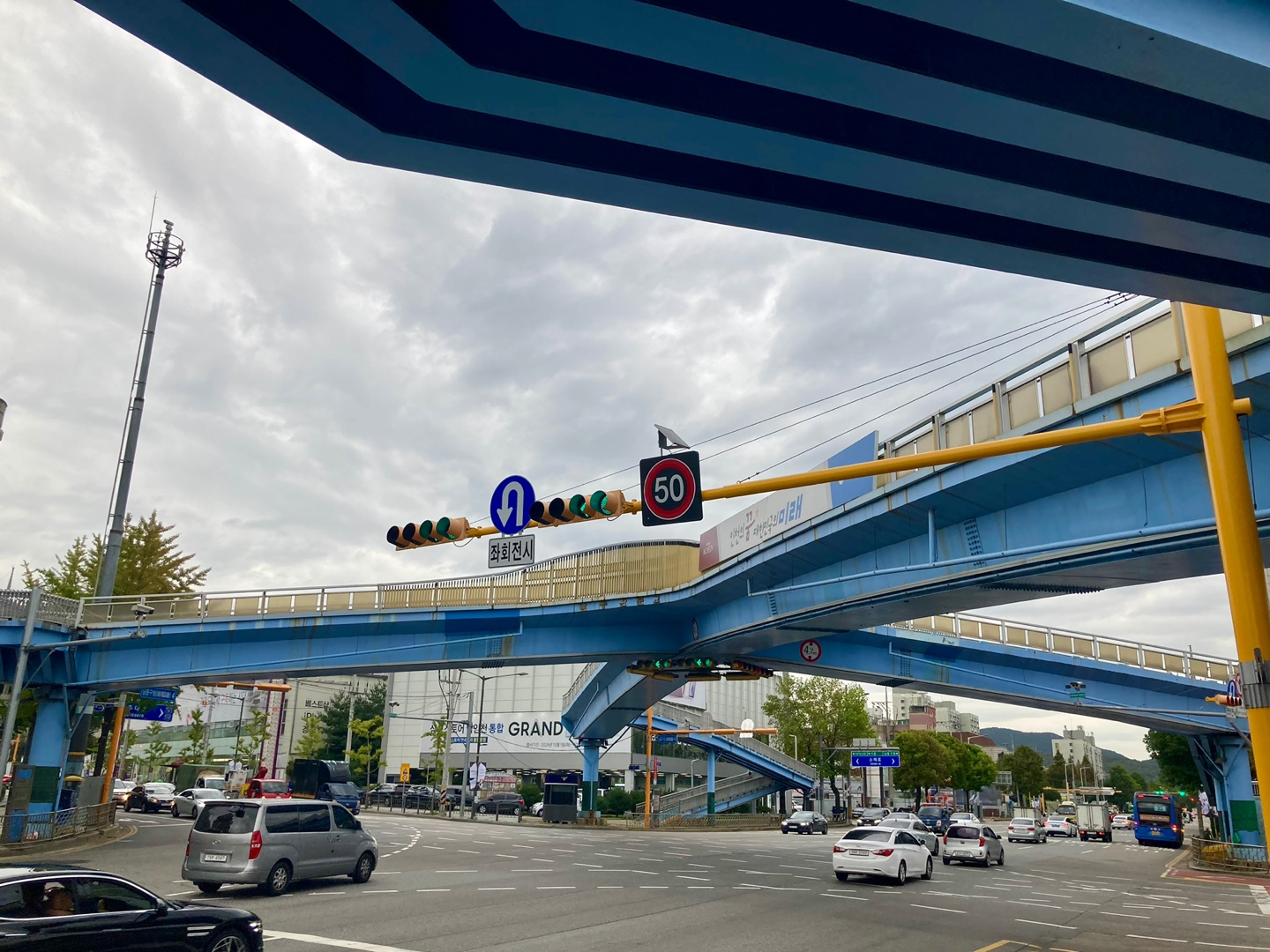
만수동 남동관문교(소래로 교차구간)
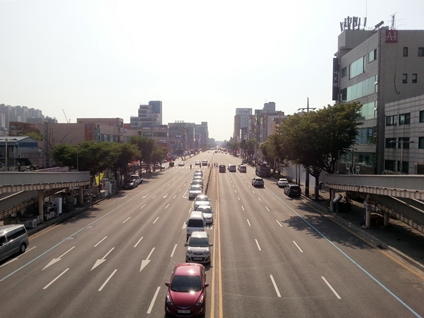
문화서로교차로 육교 위, 서쪽
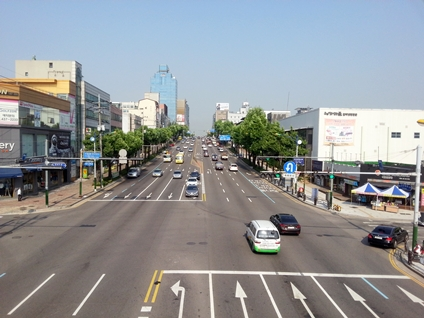
인주대로
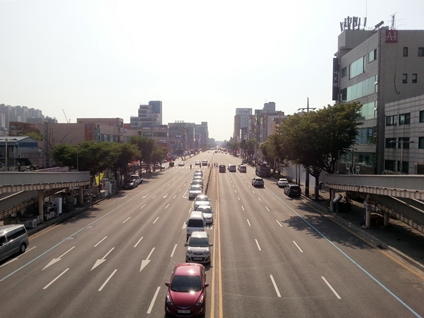
인주대로
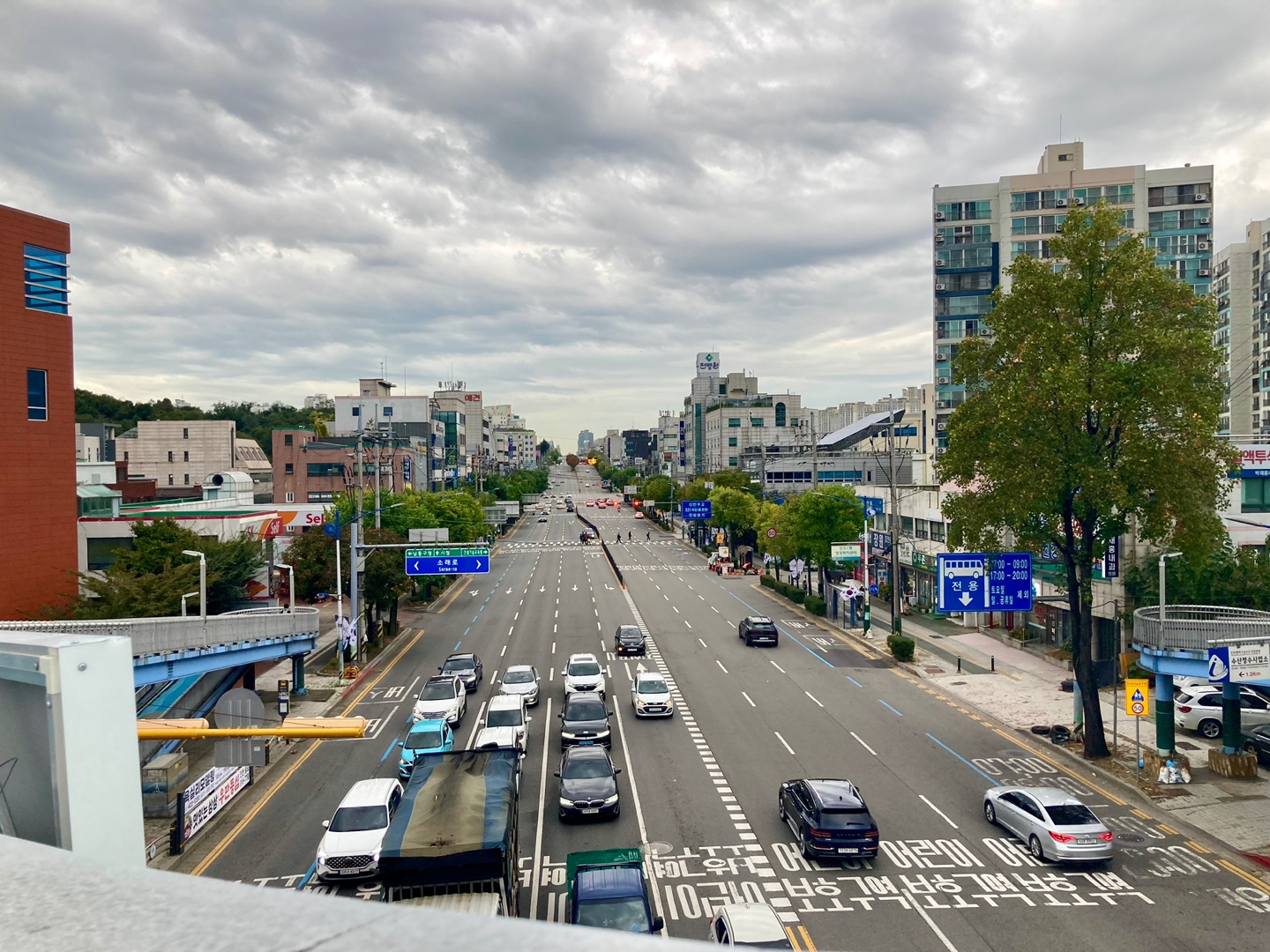
인천시청 방향(2024)
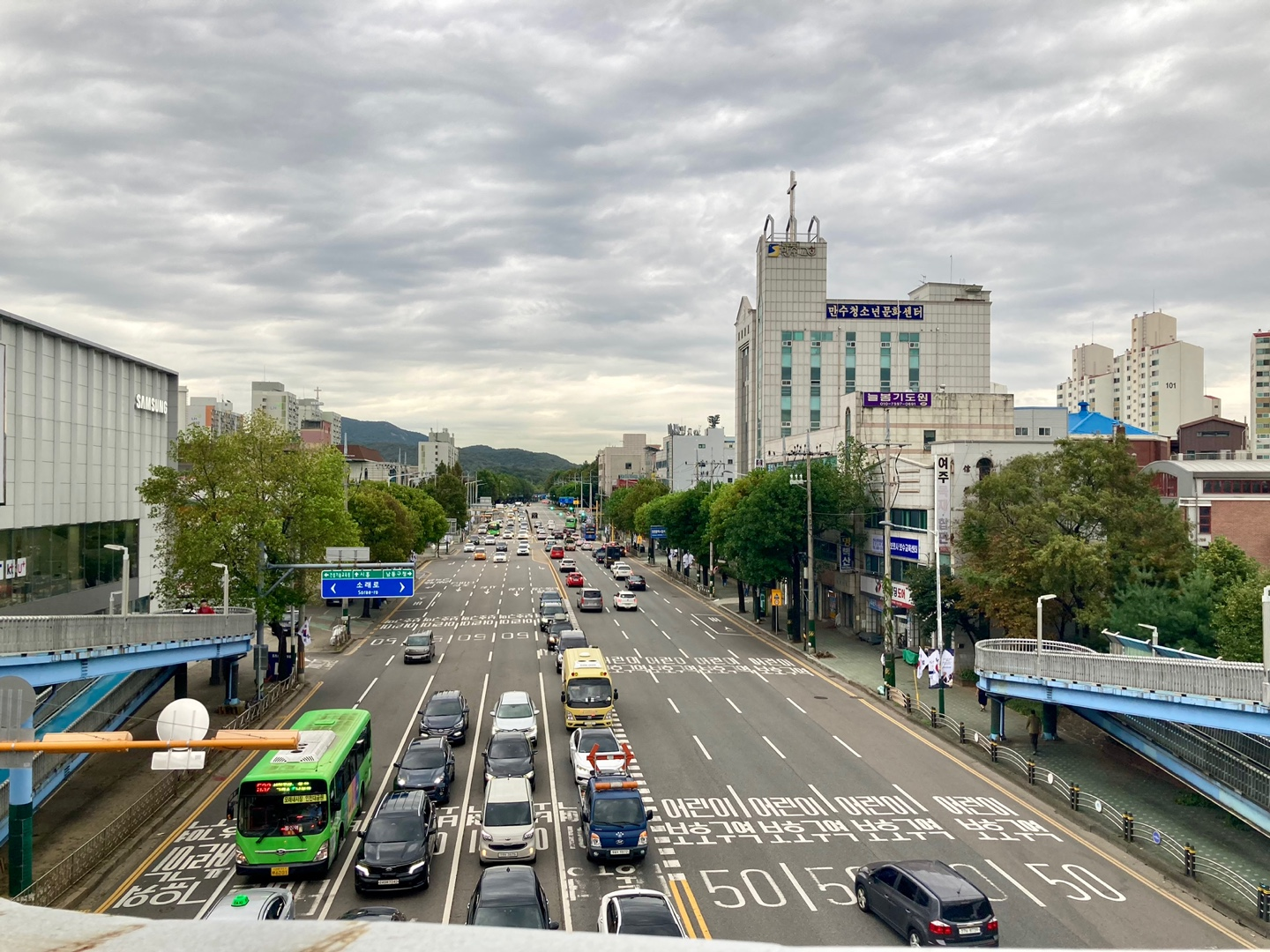
인천대공원 방향 (2024)

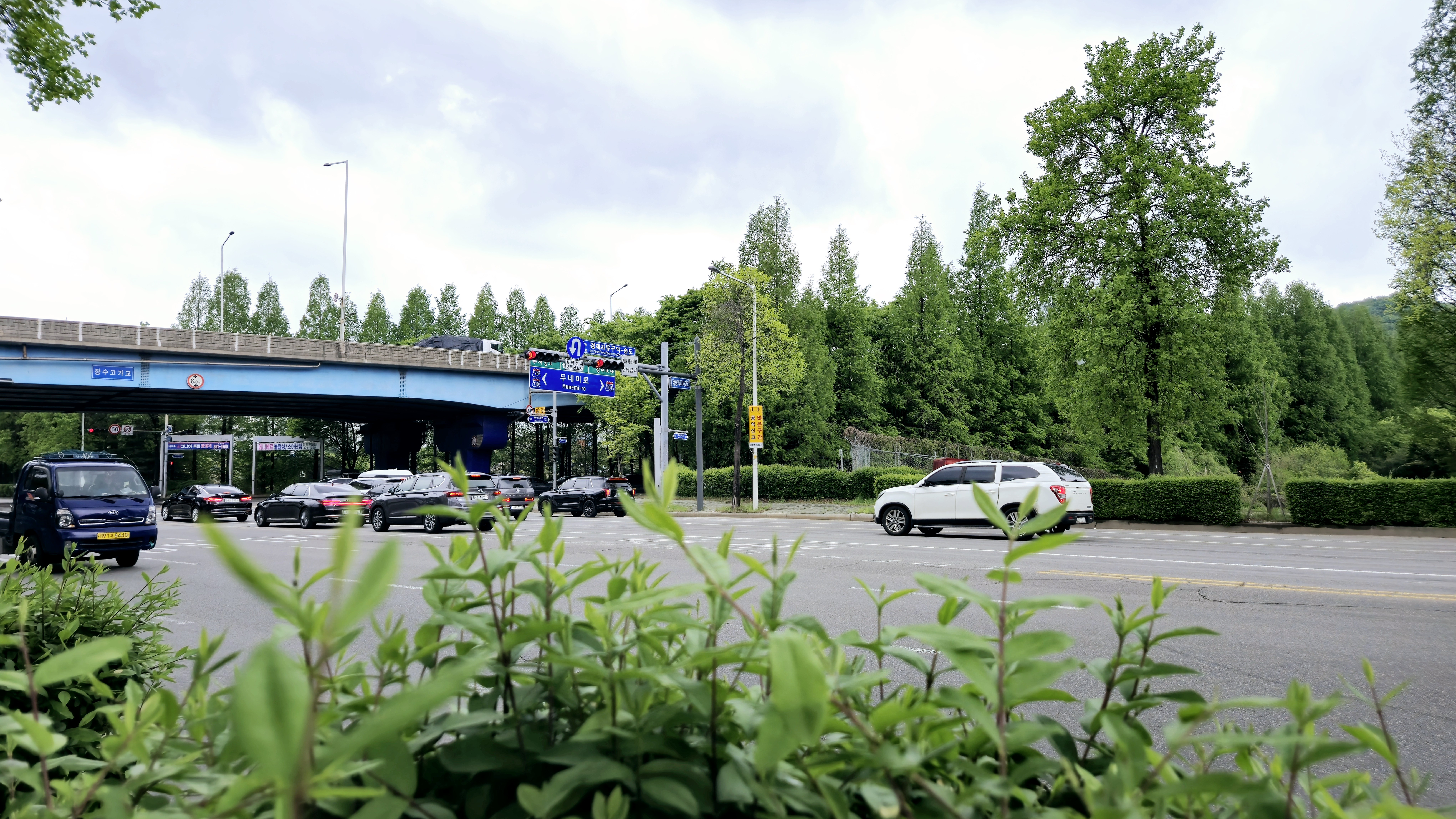
장승백이사거리(남동구청 소래로 방향)
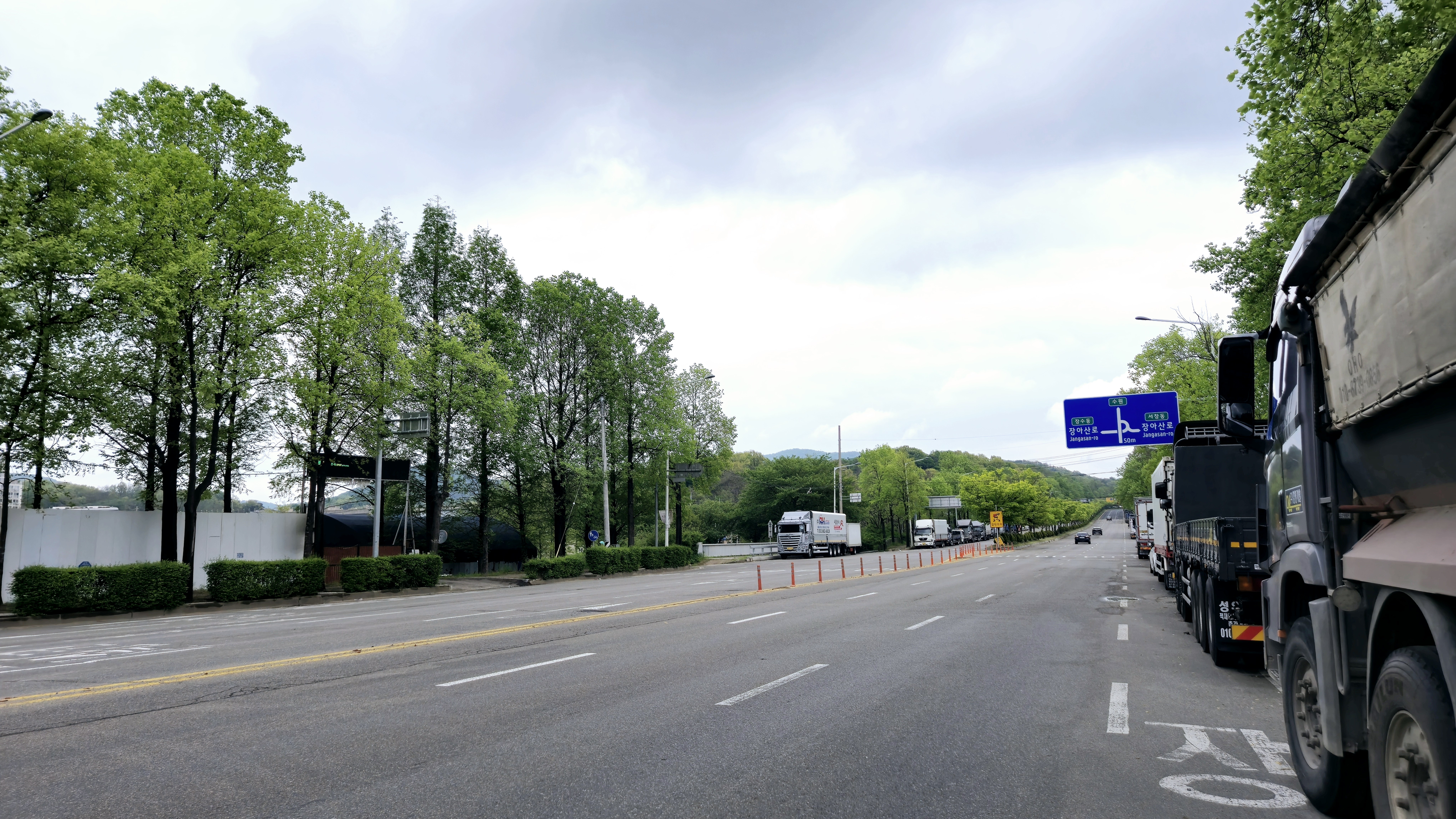
신천동 방향 인주대로(인천대공원 방향)
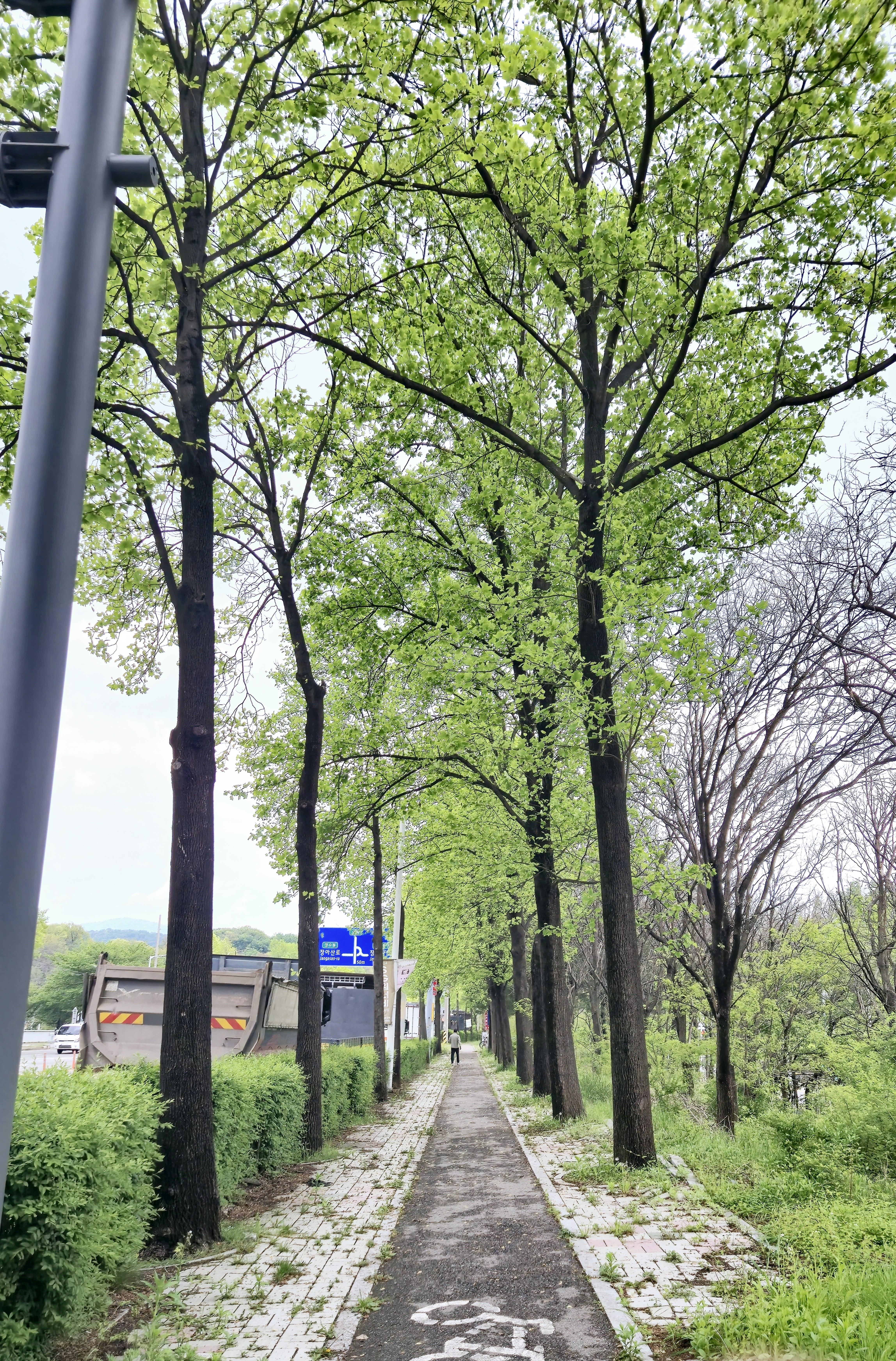
장승백이사거리 인도 및 자전거도로
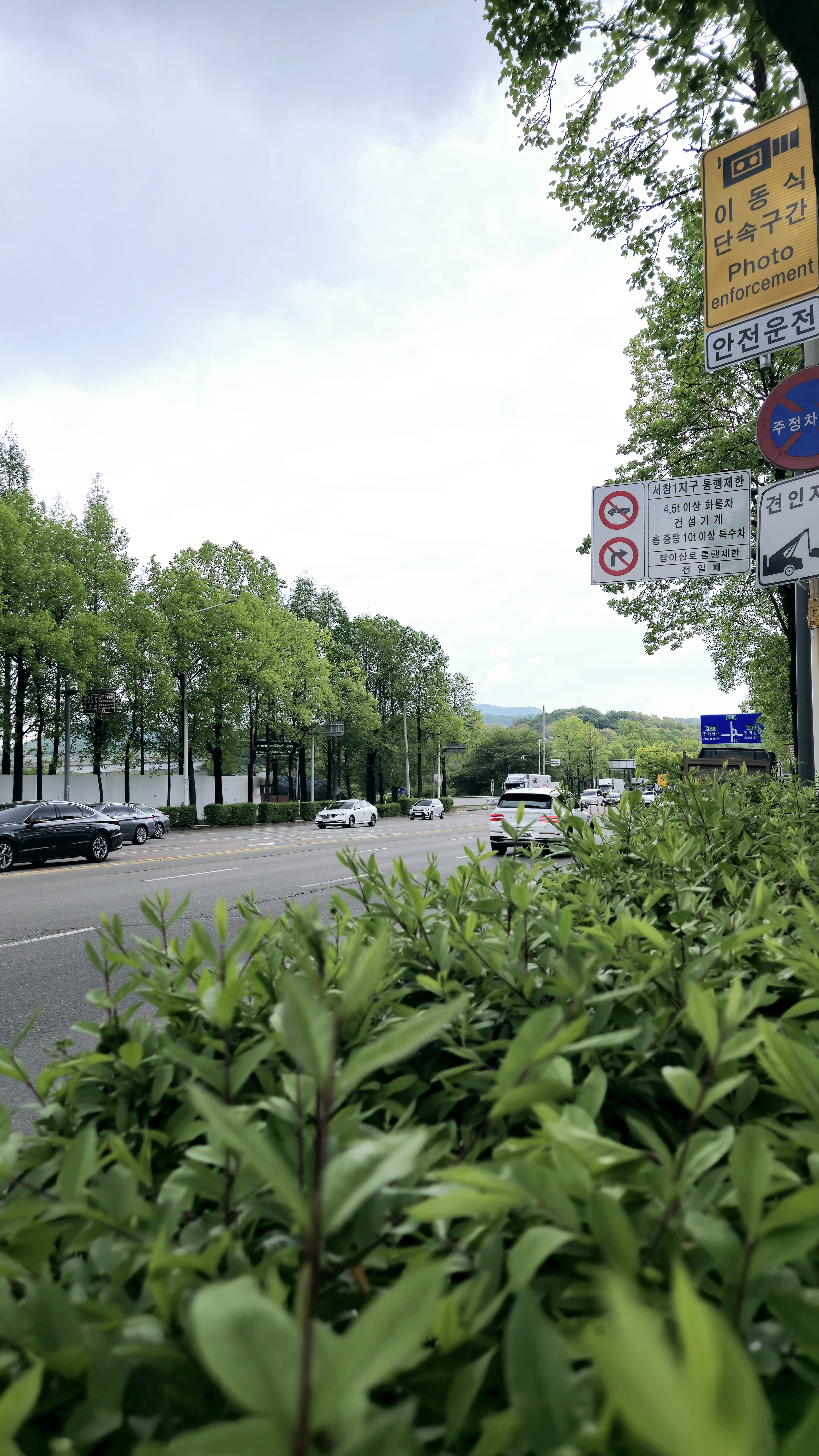
인천대공원, 신천동 방향
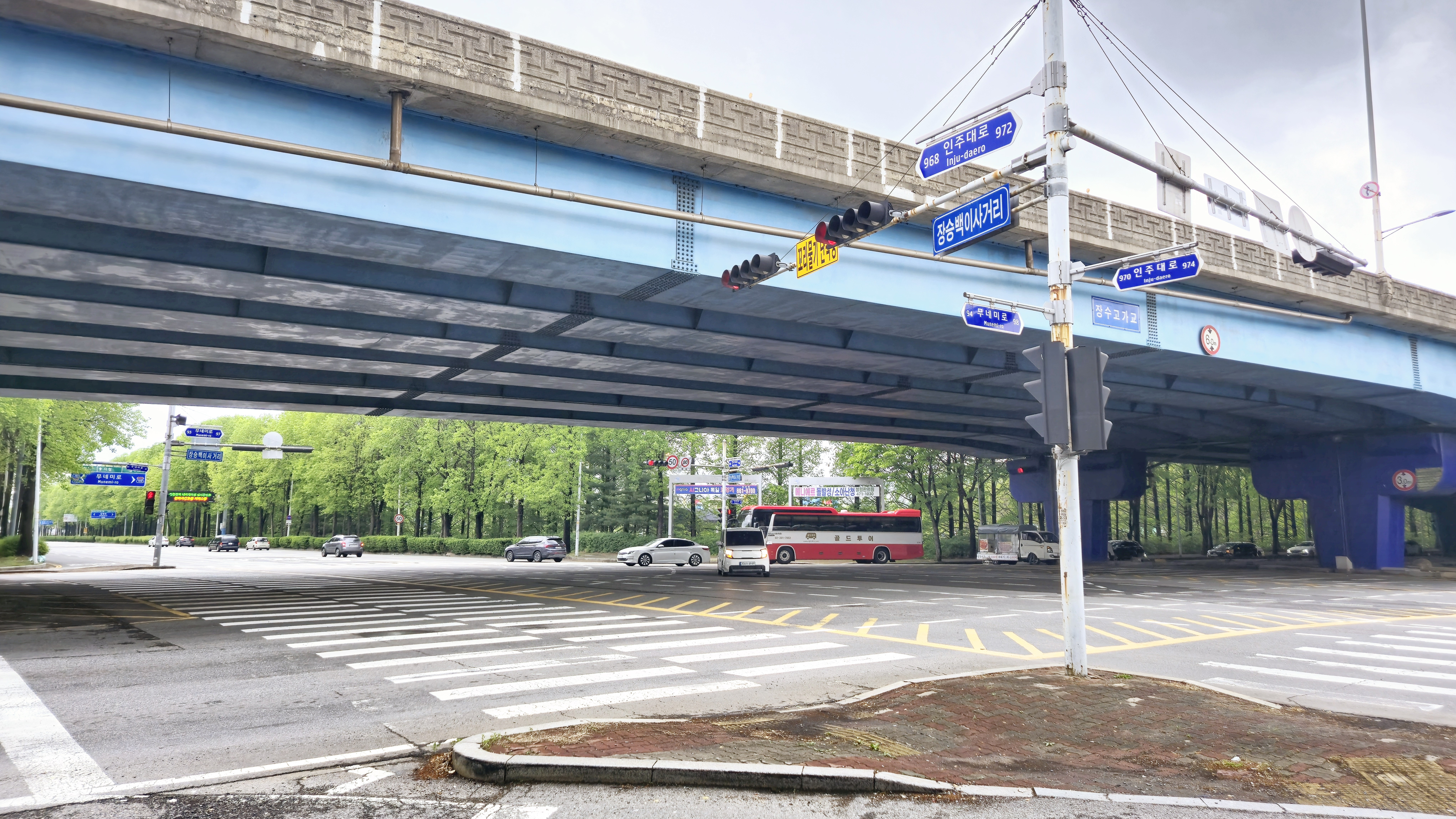
장승백이사거리 무네미로 방면
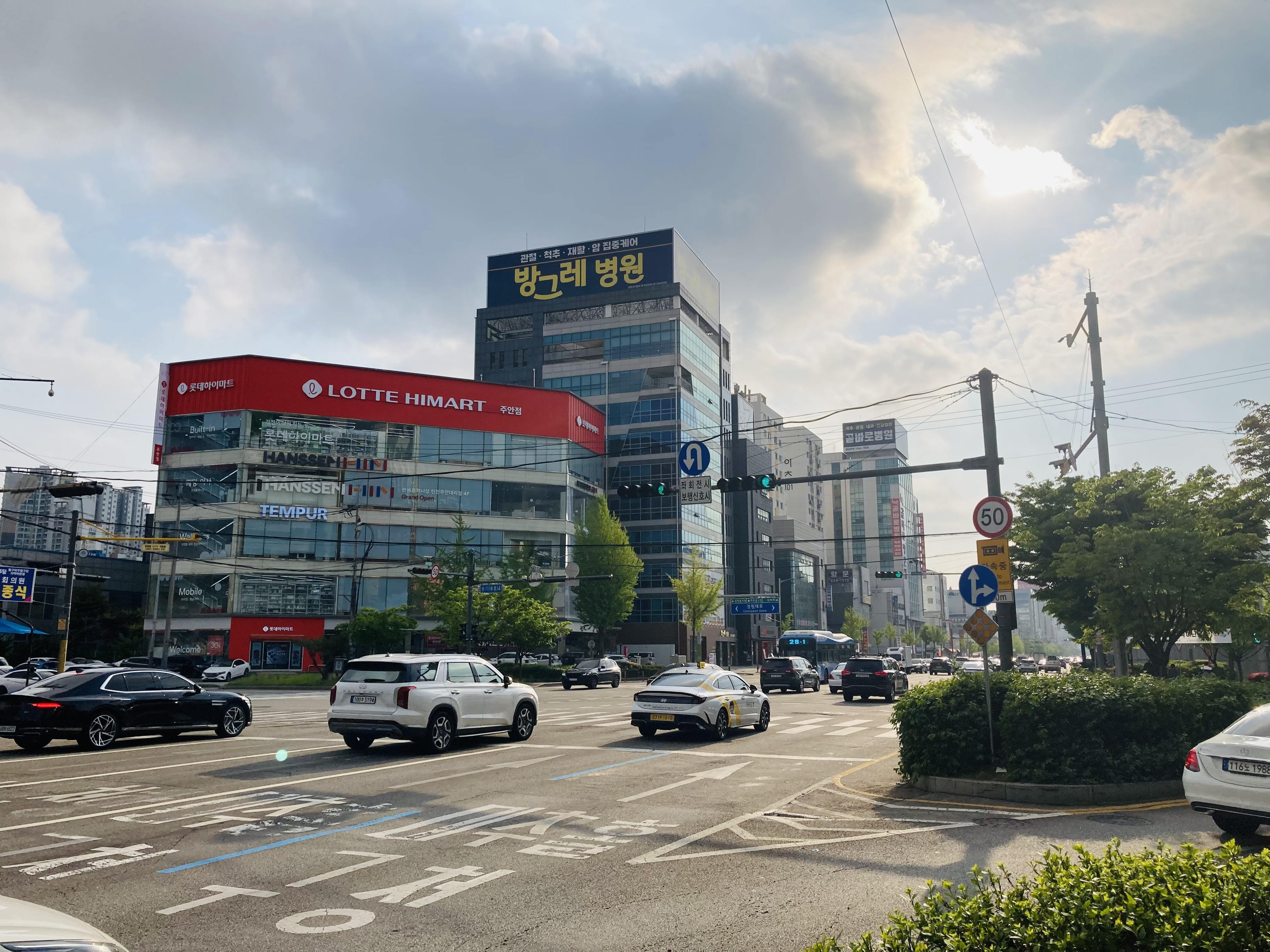
주안동 승기사거리
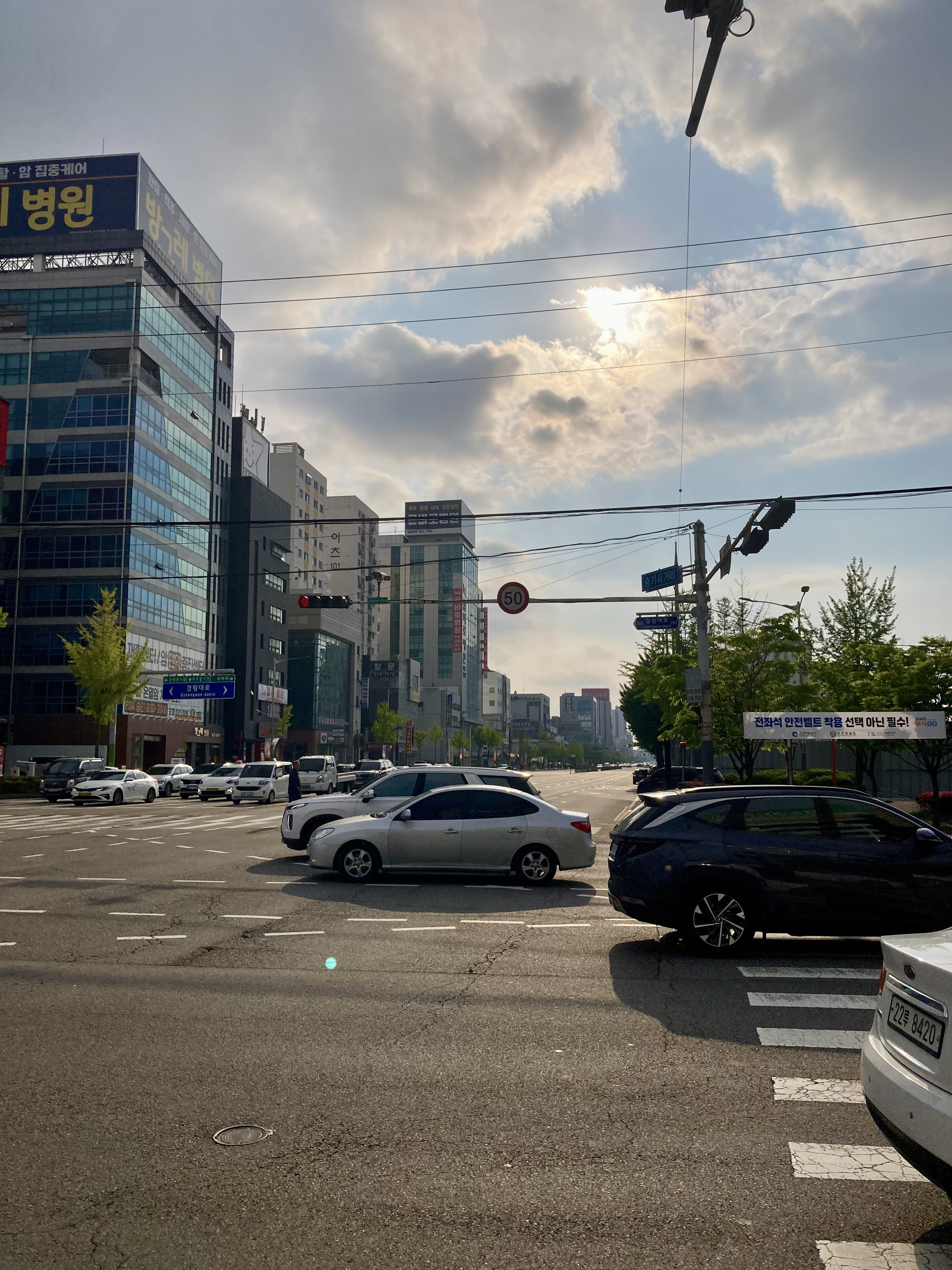
주안동 방면
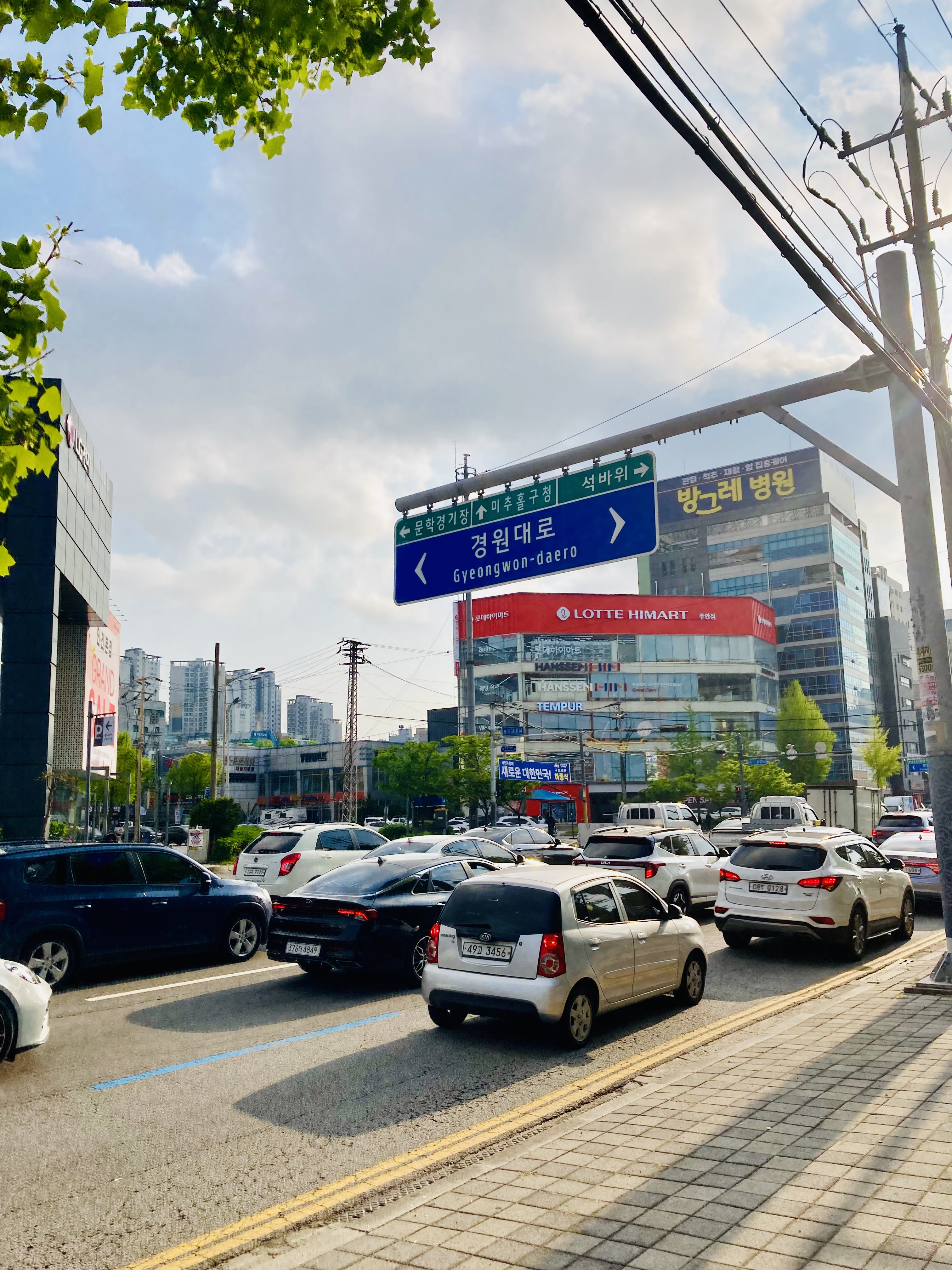
경원대로(승기사거리)
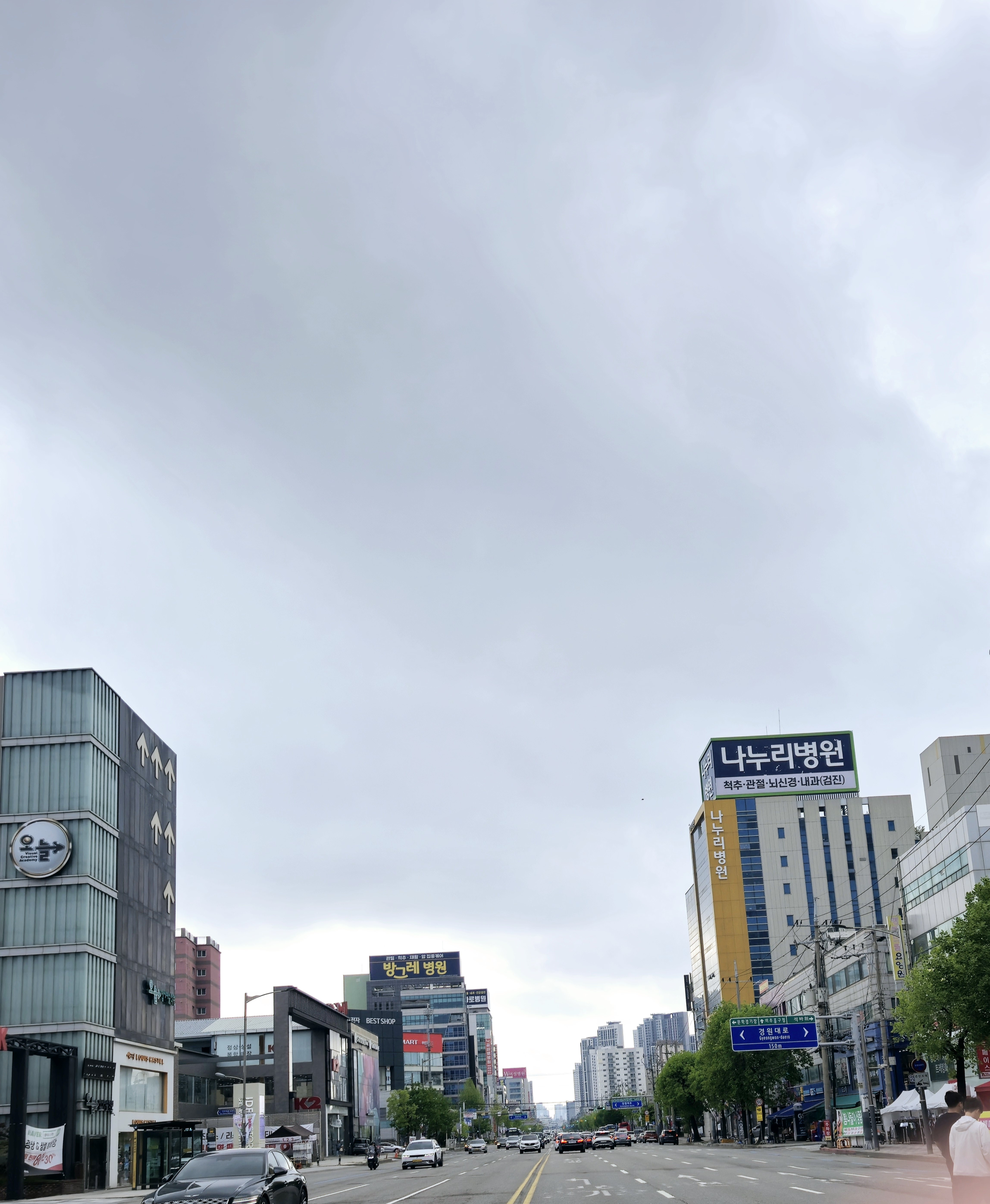
남동구(경원대로 만나기 전)
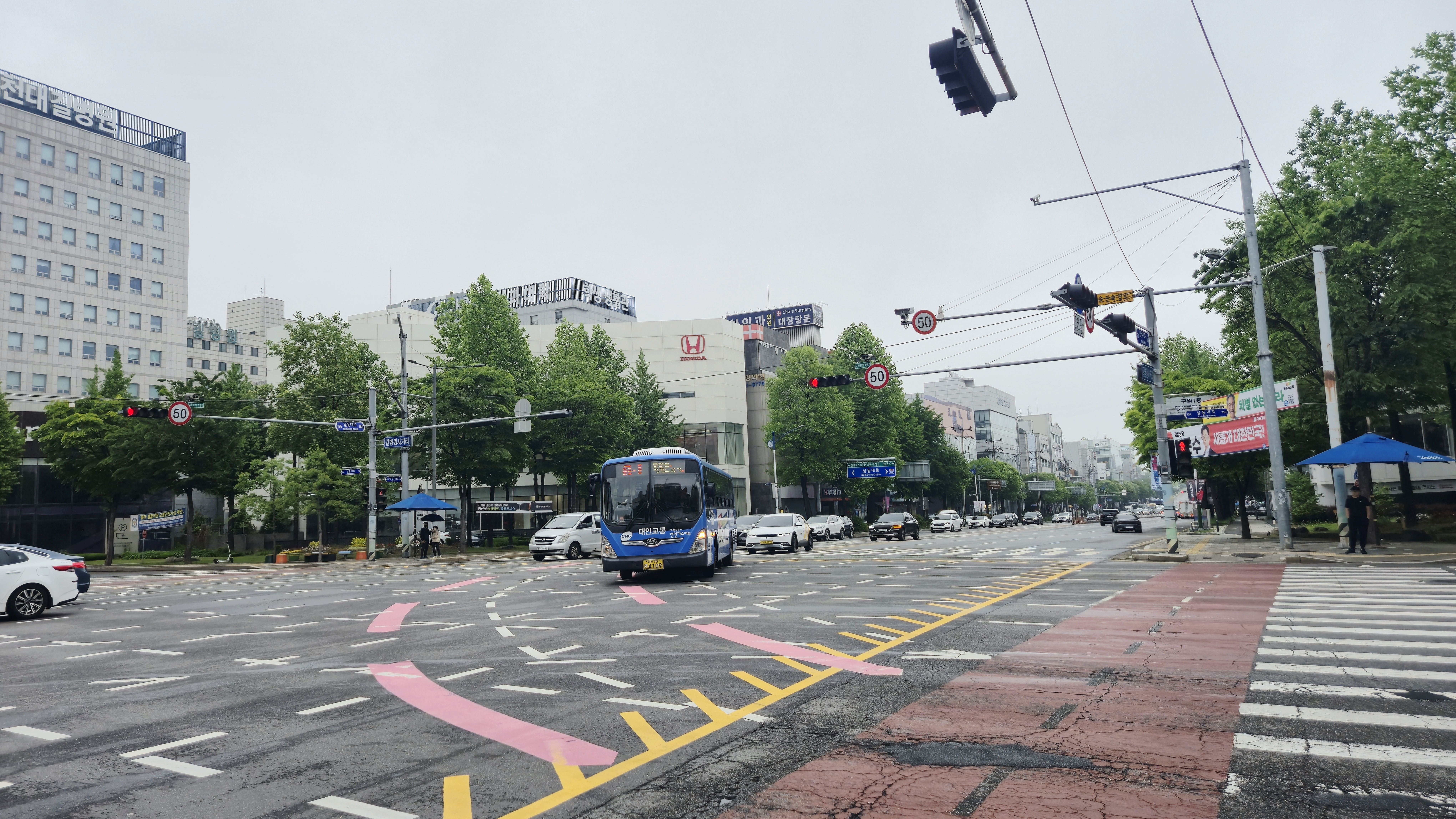
길병원사거리(남동구청 방면)